# Pécs kulturális élete

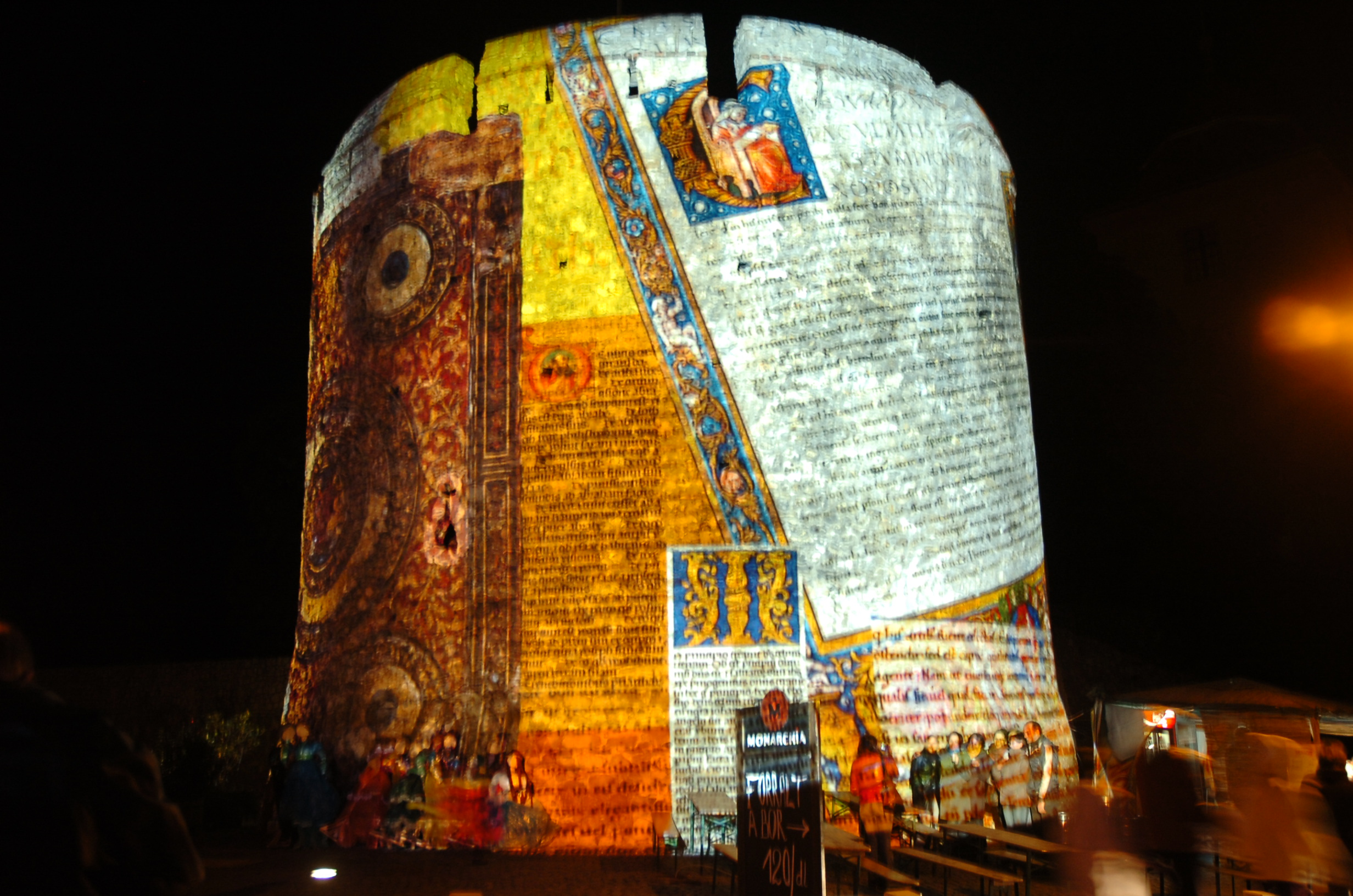
Színes fények játszanak a Barbakán falán egy pécsi fesztiválon.

Pécs Magyarország egyik legrégibb, műemlékekben gazdag települése, a dél-dunántúli régió közigazgatási és szellemi központja. Sokáig úgy is emlegették: Pécs a magyar Heidelberg. Magyarország első hazai nyilvános közkönyvtára is itt létesült 1774-ben, amelyet Klimó püspök alapított, 29 831 kötettel. A város mai kulturális élete mind a zene-, mind a képzőművészet területén országos szempontból is kiemelkedő. Gyűjteményei (Modern Magyar Képtár, Csontváry Múzeum, Martyn Ferenc Múzeum, Victor Vasarely Múzeum, Amerigo Tot Múzeum, Schaár Erzsébet: „Utca”), városi és magán galériái a 20. századi magyar művészet egyedülállóan teljes bemutatását kínálják. A városban operatársulat és szimfonikus zenekar (Pannon Filharmonikusok) működik, hangversenyélete ugyancsak országosan is jelentős. A város tradicionálisan pezsgő szellemi életét jellemzi, hogy otthont ad többek között a Pécsi Egyetemi Napok, a Pécsi Napok és a Pécsi Országos Színházi Találkozó (POSZT) rendezvényeinek is. Itt működik az ország harmadik legnagyobb hallgatói létszámú egyeteme, a Pécsi Tudományegyetem 24 ezer hallgatóval (2013) (az első a Debreceni Egyetem, második az ELTE).
2010-ben Isztambul és Essen városával egyetemben Pécs Európa egyik kulturális fővárosa volt. A cím elnyerésével számos beruházásra nyílt lehetőség az Európai Unió támogatásával. A Pécs2010 Kulturális Főváros projekt négy kulturális beruházásra épült: Kodály Központ, Dél-dunántúli Regionális Könyvtár és Tudásközpont, Múzeumok utcája és a Zsolnay Kulturális Negyed. Számos közteret és parkot újítottak fel.

## Történelmi háttér

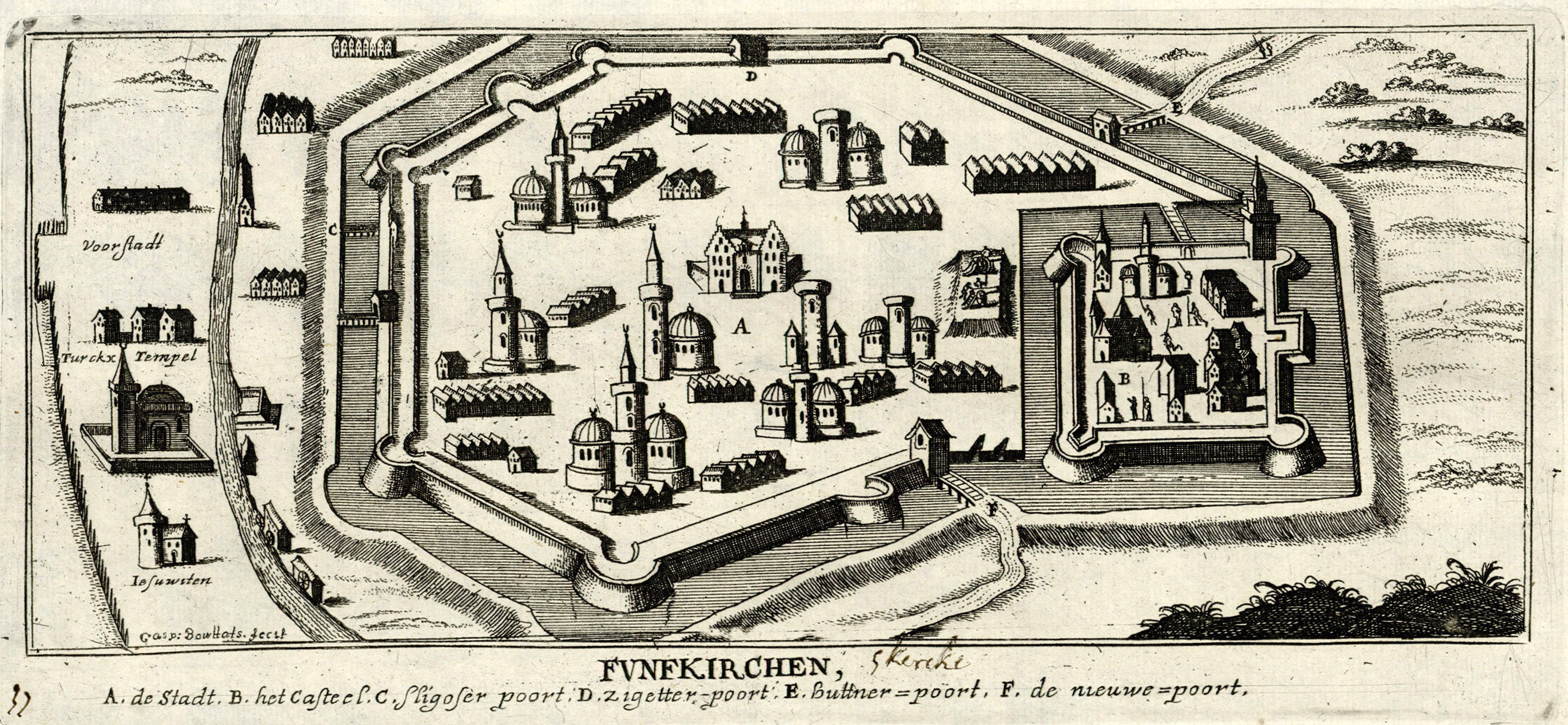
Pécs 1690 környékén.

A pécsi lakosság életmódját története során mindig befolyásolta a sokféle nemzetiség jelenléte. A betelepülők saját kultúrájukkal, szokásaikkal hozzájárultak a helyi kultúra sokszínűségéhez és változatosságához, amely gazdag kulturális életet eredményezett.
Pécs a török hódoltság idején viszonylag keveset szenvedett háborúktól és csatározásoktól. Nem számított a törökök számára stratégiai végvárnak, sokkal inkább egy kulturális, szellemi központ szerepét szánták neki. Nem véletlen, hogy Pécs ma is Magyarország azon kevés városa közé tartozik, amely a török építészet sok emlékét őrzi (dzsámik, türbe, mecsetek, kolostorok, vízvezetékek, fürdők, kutak, iskolák). A városban szolgálatot teljesítő bégek előkelőhelyet foglaltak el a bejek (szandzsákbég) között. Az iszlám szerzetesek rendházaiban a dervisek vallásos, tudományos és irodalmi tevékenységet folytattak és a szegények ellátása mellett tanítottak is. A soknemzetiségű város (a magyarok mellett nagy számban voltak a délszlávok) kereskedelmi és ipari központ volt. A városban megtelepedő jezsuiták már 1667-ben iskoladrámát adtak elő a helyi lakosságnak.
A török hódoltság után az oktatásért Pécs püspökei voltak felelősek. Klimó György közbenjárásával 1774-ben megnyílt Pécsen az ország első nyilvános könyvtára. A török uralom után a város megszerezte a szabad királyi város címet 1780-ban, amely fontos szerepet játszott a polgári élet kibontakozásában. Ezután már nem a püspök volt a város földesura, hanem kialakították a városi közigazgatást. A város folyamatosan újjáépült és közben sok horvát és sváb nemzetiségű lakost telepítettek be. Az iparosodás során Pécsen is kialakultak európai hírnévre szert tevő gyárak. Ilyenek voltak például a Hamerli Kesztyűgyár (1861), az Angster Orgonagyár (1867), a Littke Pezsgőgyár (1859), Zsolnay Vilmos Majolikagyára (1868) és a Höffler Testvérek és Társa Bőrgyára (1884). Az első világháború után Pozsonyból Pécsre telepítették az Erzsébet Tudományegyetemet.

## Intézmények

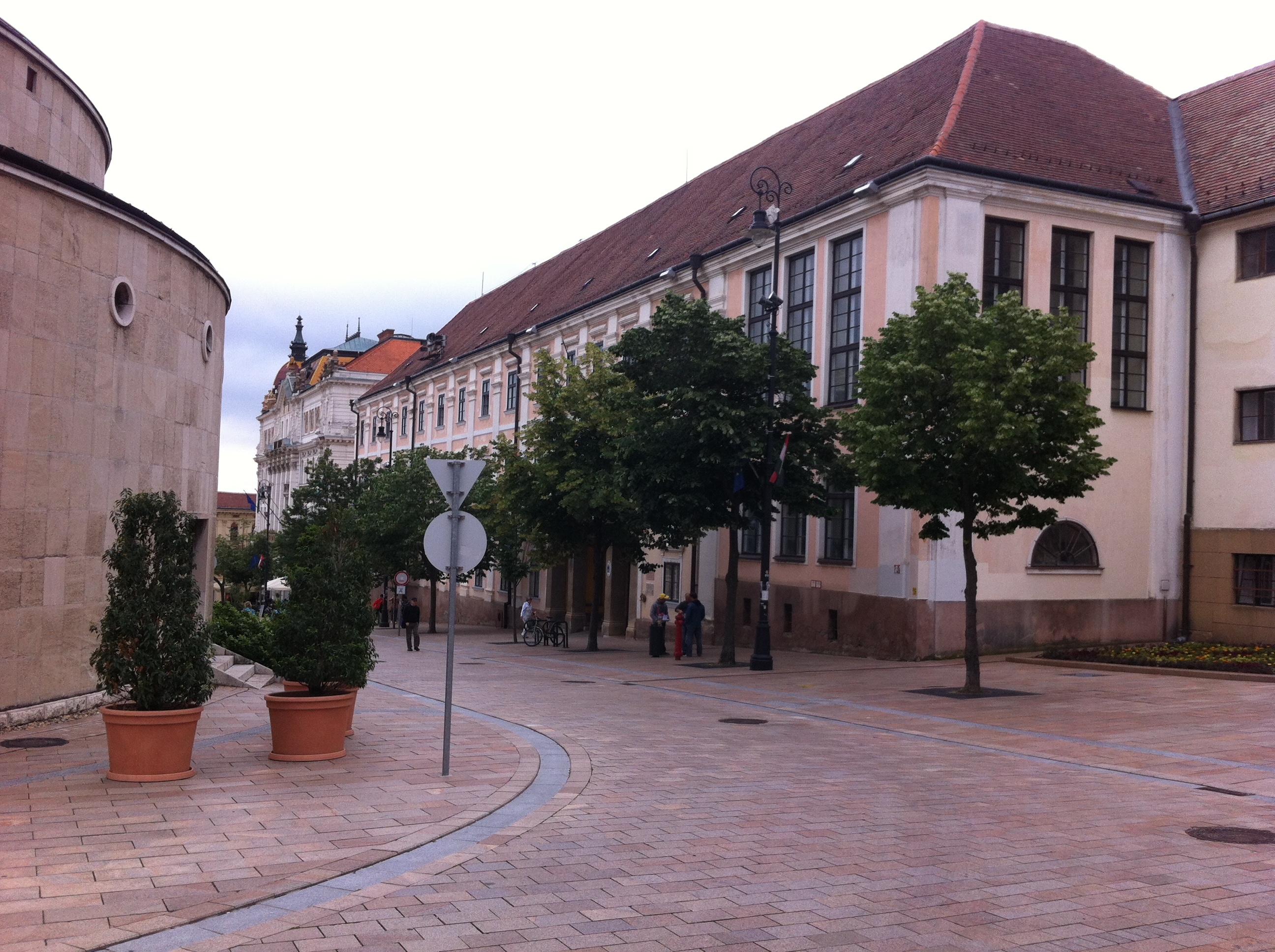
A Nagy Lajos Gimnázium épülete észak felől.

### Oktatási intézmények
Az önkormányzati óvodák 10 intézményben 4585 férőhellyel működnek. A jegyzői adatszolgáltatás szerint 4408 gyermek van az önkormányzati óvodákba beíratva (2008-as adat 2008-ban Pécsen az általános iskolások száma 9342 volt, a középiskolásoké 10493. Pécs Megyei Jogú Város Önkormányzata Közgyűlésének felmérése szerint az óvodások, általános iskolások és középiskolások száma összesen 24182 volt az elmúlt évben (ebbe bele tartoznak a többcélú intézmények is.).
2013-ban három pécsi középiskola jutott Magyarország 100 legjobb magyar középiskolája közé a HVG által készített listán – Janus Pannonius Gimnázium (65.), Nagy Lajos Gimnázium (73.), Babits Mihály Gyakorló Gimnázium (93.) és Koch Valéria Középiskola (98.).

### Pécsi Tudományegyetem

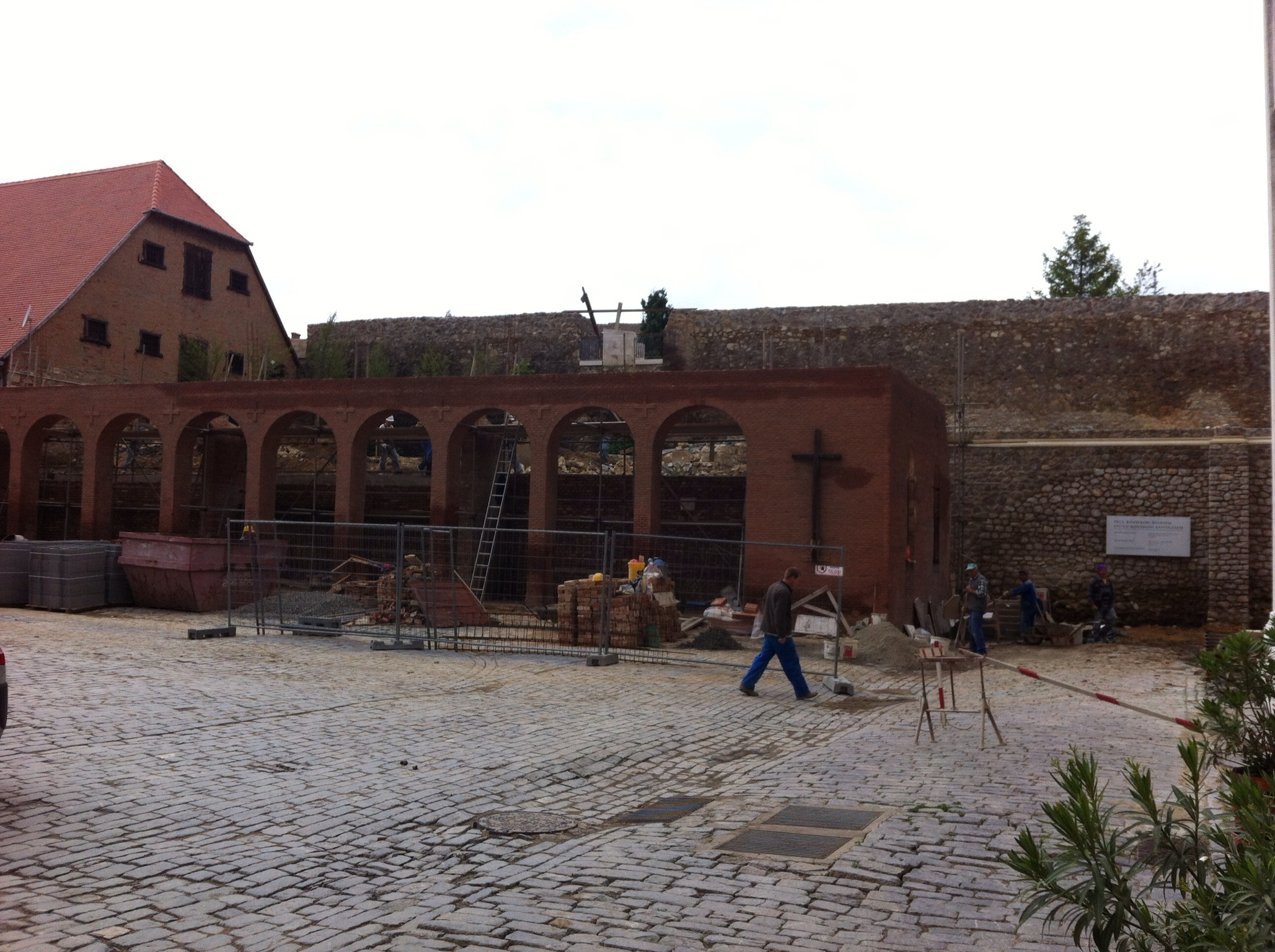
A pécsi középkori egyetem rekonstrukciós munkálatai (2013).

Pécs a középkori Magyarország egyik kulturális központjának tekinthető: a székesegyház mellett működő iskola már magasabb műveltséget adott. Nem véletlen, hogy Nagy Lajos király Pécset választotta hazánk első egyeteme székhelyének. Virágzó kulturális életét a város a reneszánszban is megőrizte, sőt fejlesztette.
Nagy Lajos király alapított először egyetemet Pécsett 1367-ben, ez volt az ország első egyeteme. Nagyon kevés adat ismert róla, többek közt az sem, hogy mikor szűnt meg. Kontinuitása a későbbi pécsi egyetemekkel nincs, de a király nevét viseli a ciszterci rend Nagy Lajos Gimnáziuma. 1785-ben a Királyi Akadémiát Győrből Pécsre helyezték át, ami 1802-ig működött Pécsett. 1923-ban a határokon kívülre került pozsonyi magyar királyi Erzsébet Tudományegyetemet Pécsre költöztették, ahol két karral (orvostudományi és jogi) kezdte meg a működését. 1975-ben alapították a Közgazdaságtudományi Kart. Az intézmény 1982-ben vette fel a Janus Pannonius Tudományegyetem (JPTE) nevet. A korábbi Pedagógiai főiskola, majd Tanárképző Kar helyén 1992-ben megalakult a Bölcsészettudományi és a Természettudományi Kar is. 1995-ben a Pollack Mihály Műszaki Főiskola is csatlakozott az egyetemhez. 2000-ben egyesült a JPTE, a Pécsi Orvostudományi Egyetem és a szekszárdi Illyés Gyula Pedagógiai Főiskola, ekkor változtatták az egyetem nevét Pécsi Tudományegyetemre (PTE).
A Tudományegyetem mellett 1746-tól Pécsett teológiai stúdiumokat is lehet folytatni felsőfokon. Jelenleg az 1991-ben újraindított Pécsi Püspöki Hittudományi Főiskolán katolikus teológusok és hittanárok képzése folyik. Az intézmény 1982-ben vette fel a Janus Pannonius Tudományegyetem (JPTE) nevet. 2006 szeptemberében bevezették az Európai Unió által kezdeményezett modern oktatási struktúrát, a bolognai folyamat néven ismert felsőoktatási rendszert. Ebben a rendszerben a hagyományos főiskolai és egyetemi képzések helyett a diákok előbb alapképzési (BA, BSc) végzettséget kapnak, majd mesterképzési diplomát (MA, MSc) szerezhetnek, s ha a tudomány érdekli őket, akár doktori képzésbe (PhD, DLA) is léphetnek. A 2014-es országos egyetemi rangsorban a PTE a negyedik helyet szerezte meg (hallgatói kiválóságban 10., oktatói kiválóságban 2. volt).

## Színházak, hangversenytermek és mozik

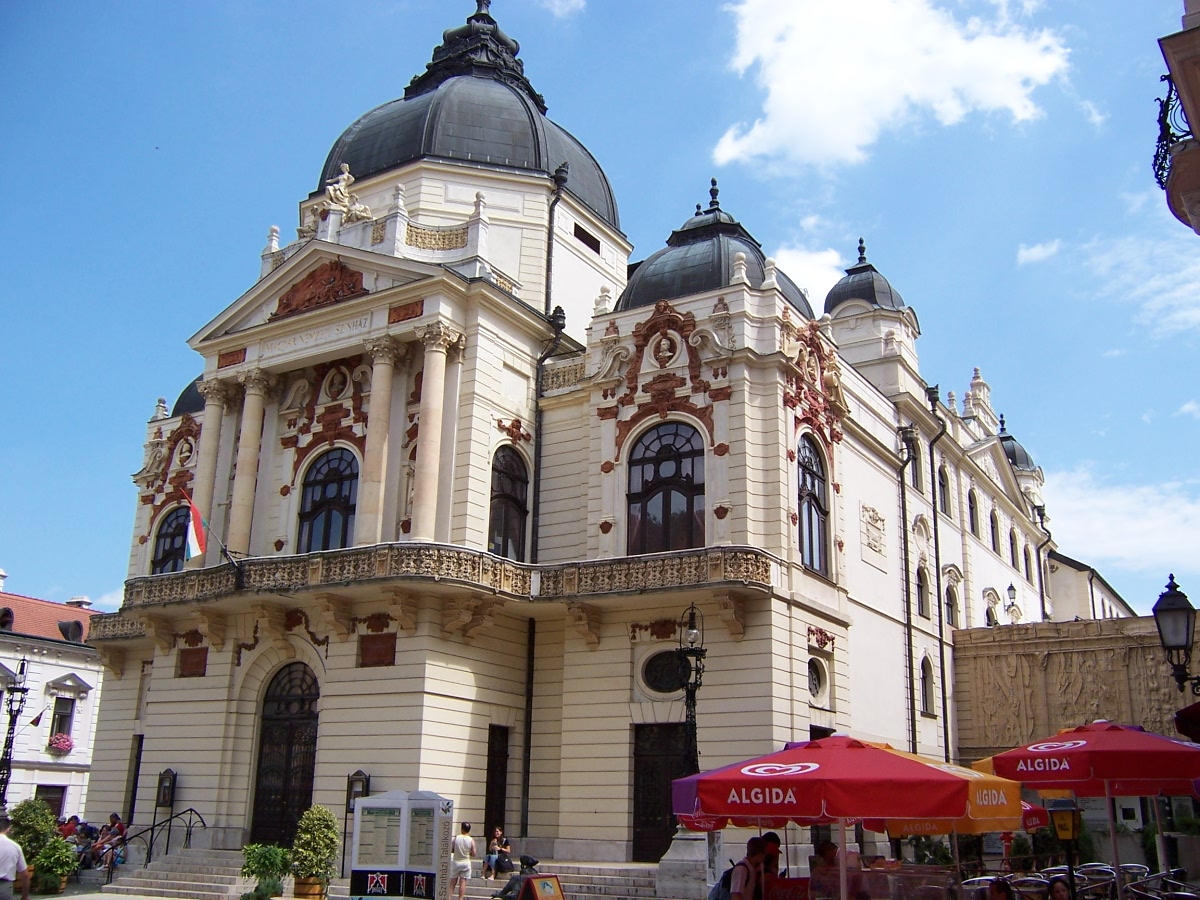
A Pécsi Nemzeti Színház épülete a Király utcában.

A 19. század közepén Pécs soknemzetiségű város volt: magyarok, németek, horvátok és bosnyákok éltek itt, és évszázadok alatt keveréknyelvük alakult ki. A tiszta magyar és német irodalmi nyelvet a vándorszínészek hozták el a városba, akik különféle helyeken léptek fel, míg állandó színházuk nem volt. Fogadókban, magánházakban, például az ún. Elefántos Házban, vagy a tettyei kis színpadon tartottak előadásokat. Az első állandó színház végül 1840-ben nyílt meg a Mária utcában, a Királyi Ítélőtáblának a polgári leányiskola felé eső részén, melynek ma már csak homlokzati rajza maradt fenn. Az épületet 1890-ben lebontották, majd öt évvel később nyitotta meg kapuit a Pécsi Nemzeti Színház a mai Király utcában. Száz évvel később az épület is életveszélyessé vált, ezért 1986-tól öt évre bezárták. Ezután már több szín megjelenítésére is alkalmas forgószínpad, négy részben süllyedő zenekari árok, új fény-, hang- és videorendszer, s klimatizált nézőtér állt rendelkezésre. 2011. nyarán újabb felújításokat hajtottak végre az épület teljes homlokzatán és a belsejében.

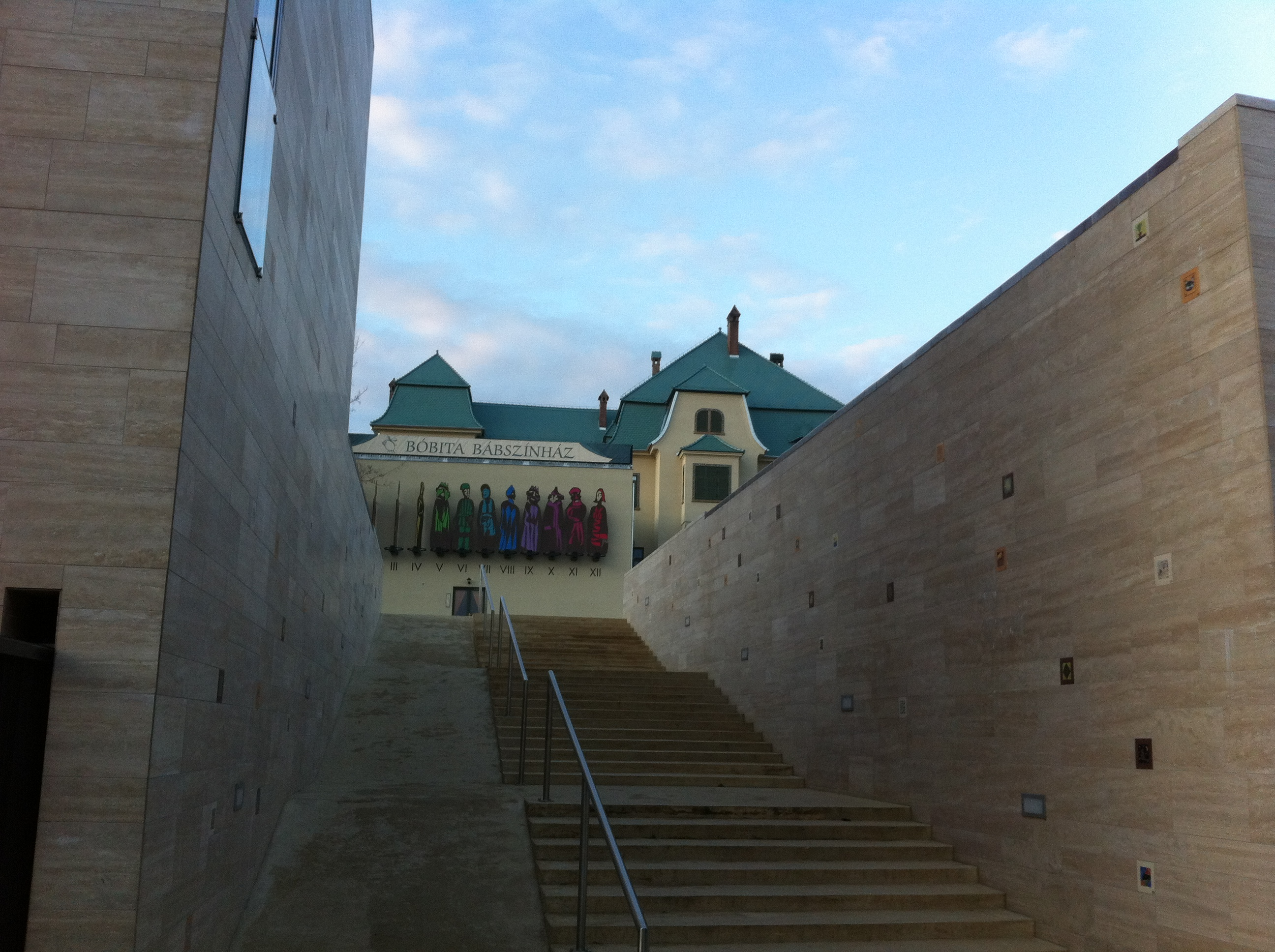
Feljárat a Bóbita Bábszínházba a Zsolnay negyedben.

A Bóbita Bábszínházat 1961-ben alapították. Ez Pécs és egyben a dél-dunántúli régió egyetlen önkormányzati bábszínháza bábszínháza, amely 2011 óta a Zsolnay Kulturális Negyedben található. Ötven év alatt országos hírnevet szerzett, elsősorban az 1965-ös Ki mit tud? vetélkedőnek köszönhetően. A hagyományos, gyermekeknek szánt bábszínházi előadásokon kívül – melyek elsősorban a klasszikus meseirodalomra épülnek – szabadtéri és felnőtt darabokat is játszanak. Az egykori uránbányák művelődési házában működő, Vincze János vezette, kétszeres "Kiváló Együttes" Pécsi Nyitott Színpad tagjai és a Pécsi Nemzeti Színház kezdeményező művészei 1986-ban létrehozták a Pécsi Harmadik Színház alternatív színházat. Nevében a "harmadik" azt a fajta színházfelfogást jelzi, melyben profizmus és alternativitás nem zárja ki egymást. Eleinte a művelődési ház keretei között működött, majd 1995-től – a város tulajdonába került épületben, Pécsi Harmadik Színház néven – Pécs város költségvetési intézményeként, 2001-től pedig Pécs Megyei Jogú Város által alapított közhasznú társaságként folytatta tevékenységét. A színház 1995-ös alapításától önkormányzati és központi költségvetési támogatásban részesül. A Pécsi Horvát Színházat 1992-ben nyitotta meg kapuit. A színházban horvát és magyar nyelvű előadásokat is tartanak, melyek elsősorban kamara-jellegű rendezvények, hiszen a pécsi Dzsámitól néhány percre lévő épület alapterülete 96 négyzetméter, a színpad-nézőtéré pedig mindössze 80 négyzetméter. A Janus Egyetemi Színházat 1996-ban alapították, amely 2010 után áttette székhelyét a Zsolnay Kulturális Negyedbe. Adnak elő továbbá darabokat a Szivárvány Gyermekházban is.

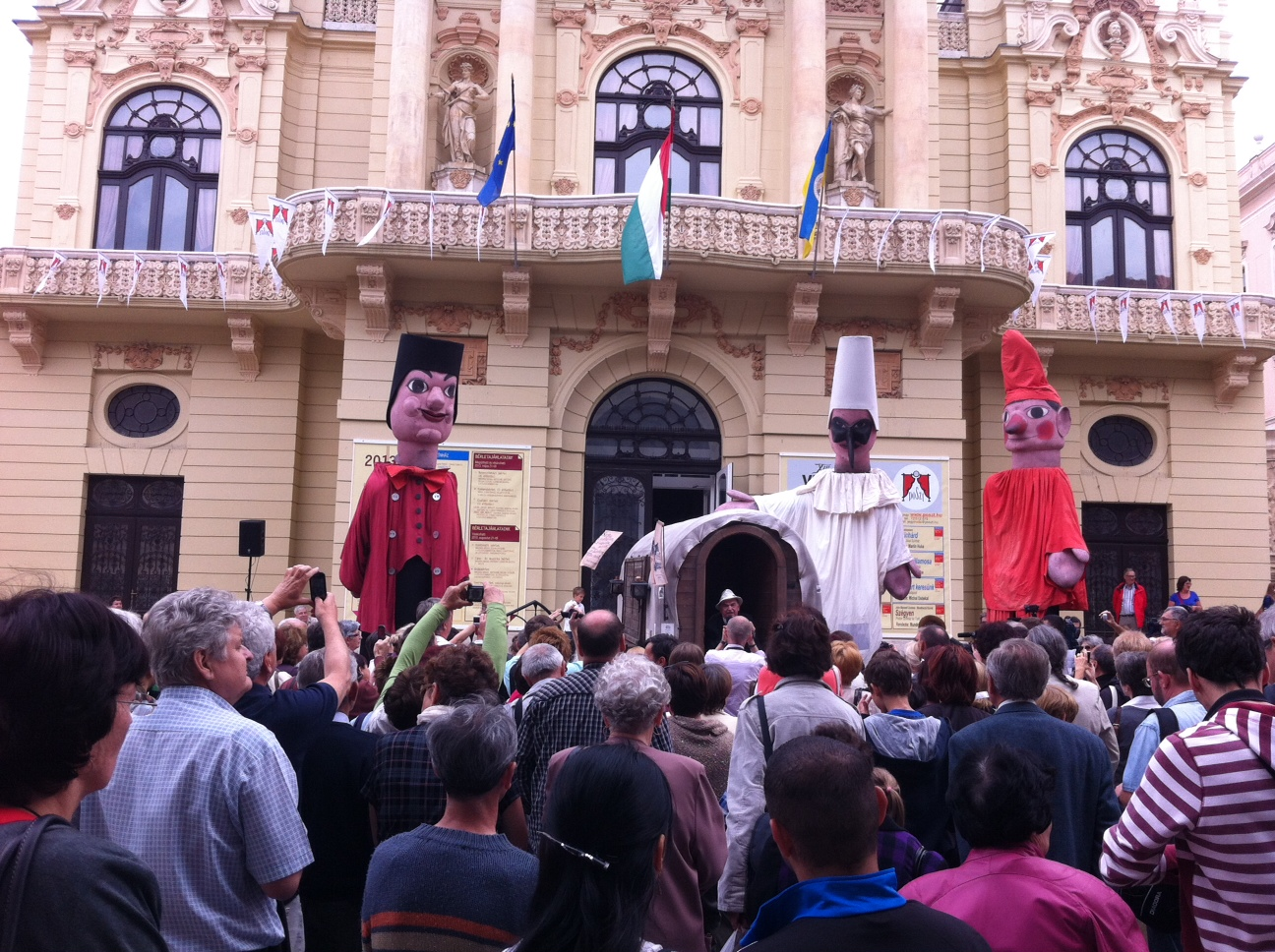
A POSZT megnyitó ünnepsége 2013-ban.

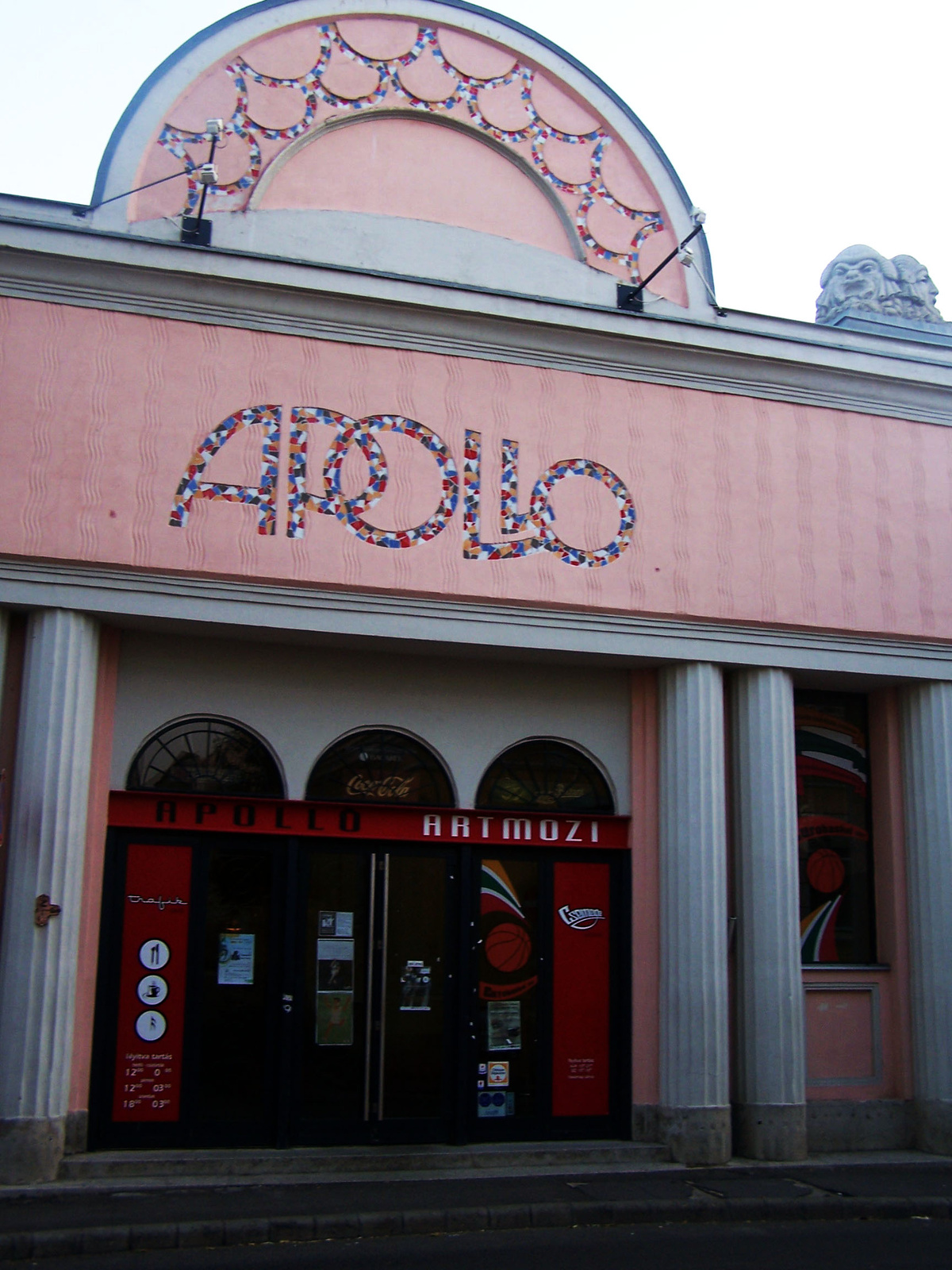
Pécs legelső filmszínháza az Apolló mozi.

Pécs színházi életének vitathatatlanul legfontosabb eseménye volt a 2001 és 2019 között évente megrendezett Pécsi Országos Színházi Találkozó (POSZT). Jóllehet a pécsiek tíz alkalommal is eljutottak a döntőig, ám ott többnyire nem értek el jelentős helyezéseket. 2009-ben azonban a Pécsi Nemzeti Színház Istenítélet című előadása nyerte el a legjobb előadásnak járó díjat, valamint Herczeg Adrienn kapta a legjobb női főszereplőnek, Pál Andrást a legjobb férfi epizódszereplőnek, Khell Zsolt a legjobb díszletnek és Kovács Márton a legjobb zenének járó elismerést. A fesztivál 2020-ban a koronavírus-járvány miatt elmaradt, és azóta sem indult újra. A fesztivál jövője jelenleg bizonytalan.
2009-ben 20. alkalommal került megrendezésre a Francia Nyelvű Középiskolás Színjátszó Fesztivál (FTFL) Pécsett a Frankofón Hét keretein belül. A fesztiválra jelentkező magyar és külföldi (Csehország, Franciaország, Finnország, Algéria, Szerbia, Montenegró, Törökország, Spanyolország, Algéria, Románia) középiskolák rövid darabot mutatnak be francia nyelven, amelyeket zsűri értékel. A színi előadások mellett a fesztivált kerekasztal-beszélgetések, koncertek, táncház és frankofón filméjszaka is színesítik.
Pécsett jelenleg három mozi működik. A belvárosi Apolló mozi Pécs első állandó filmszínháza. Az 1912-ben Károlyi Emil tervei szerint készült mozi hosszú szünet után 2004-ben nyitott meg újra megújult külsővel. Itt főleg művész filmeket vetítenek két teremben. A második legrégibb mozi, az Uránia Mozi 1935-ben épült Weichinger Károly tervei alapján bauhaus stílusban. A mozi 2001-től az országos ArtMozi-hálózat tagja és az Europa Cinemas hálózat is a tagjai közé választotta. Anyagi gondok miatt pár évig csupán zenés szórakozóhelyként működött a mozi és csak 2014. októberében, egy több tízmilliós felújítás után nyitotta meg ismét kapuit a mozirajongók előtt.

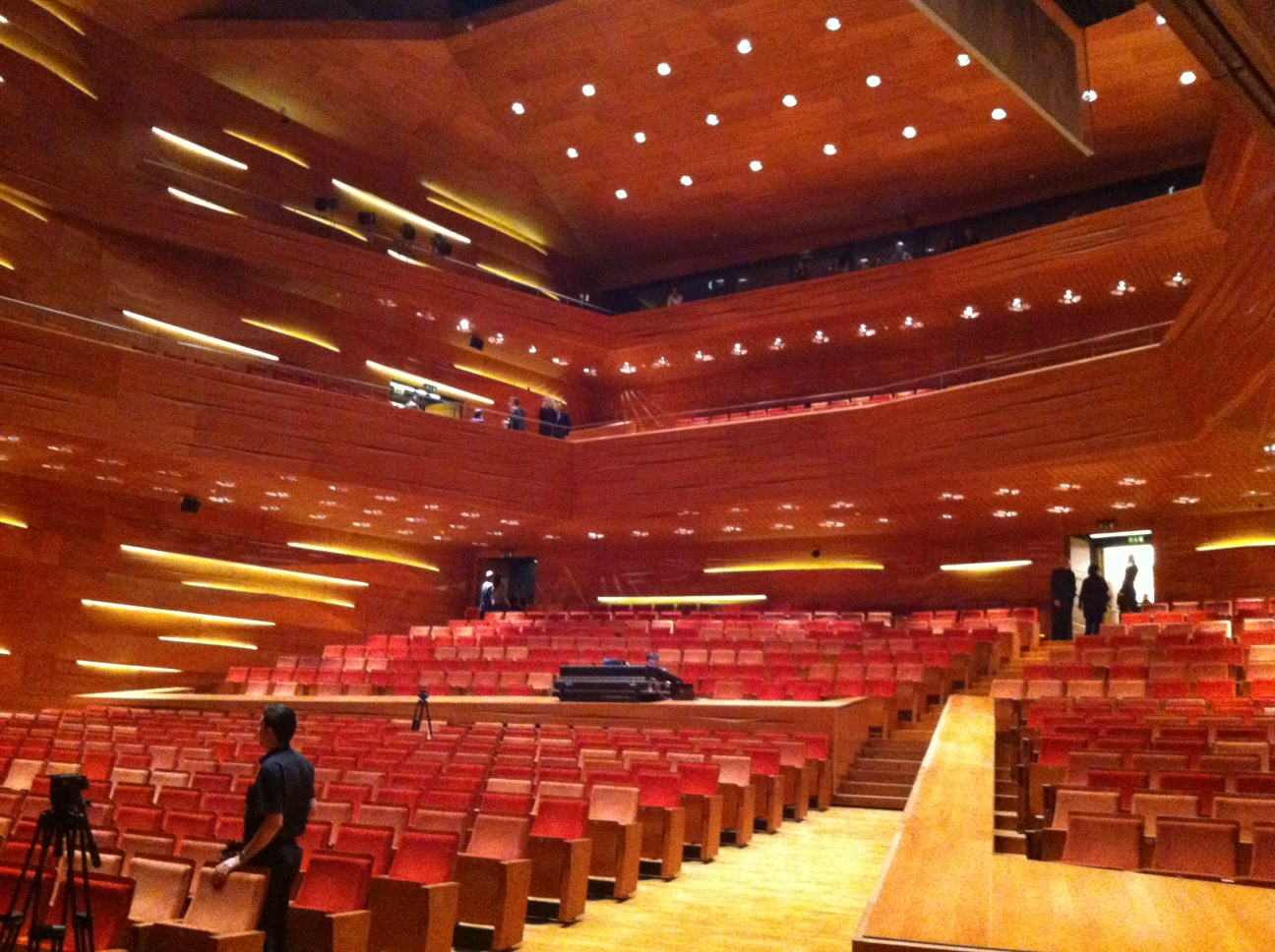
A Kodály Központ nagyterme.

Nem minden filmszínház maradt életben. Az egykori Park Moziban (ma Zenepark) több, mint tíz éve nem volt vetítés. A Park mozi kerthelyiségét 1923. július 8-án nyitották meg, 1100 férőhellyel. A 30Y zenekar itt vette fel no. 4 című albumát. 2014-ig a város első soktermes mozija a Pécsplázában lévő Cinema City, amelyben tíz teremben tartanak vetítéseket. Pécs első hangversenyterme 2010 év végére készült el. Az akár 1200 ember befogadására készült, Kodály Központ (korábbi nevén Pécsi Konferencia- és Koncertközpont) a Balokány városrészben épült a Zsolnay gyár közelében. Az intézmény a dél-dunántúli régió legnagyobb befogadóképességű, multifunkcionális hangversenyterme és konferenciaközpontja. Az intézmény otthont ad a Pannon Filharmonikusoknak és a Pécsi Kulturális Központnak. Nevét Kodály Zoltán háromszoros Kossuth-díjas magyar zeneszerző, zenetudós, zeneoktató és népzenekutatóról kapta. A koncertterem hangzását neves művészek, úgy mint Maxim Vengerov vagy Peskó Zoltán, világszínvonalúnak ítélték. Az épületben a hangversenyterem mellett található még két 300 fős konferencia illetve balett terem és egy nagy zenekari próbaterem. A ház a házban megoldással a külső zajokat teljesen kiszűrték, a termek NR értéke a terv szerinti 16 mérési értéknek felelnek meg.

## Kulturális intézmények

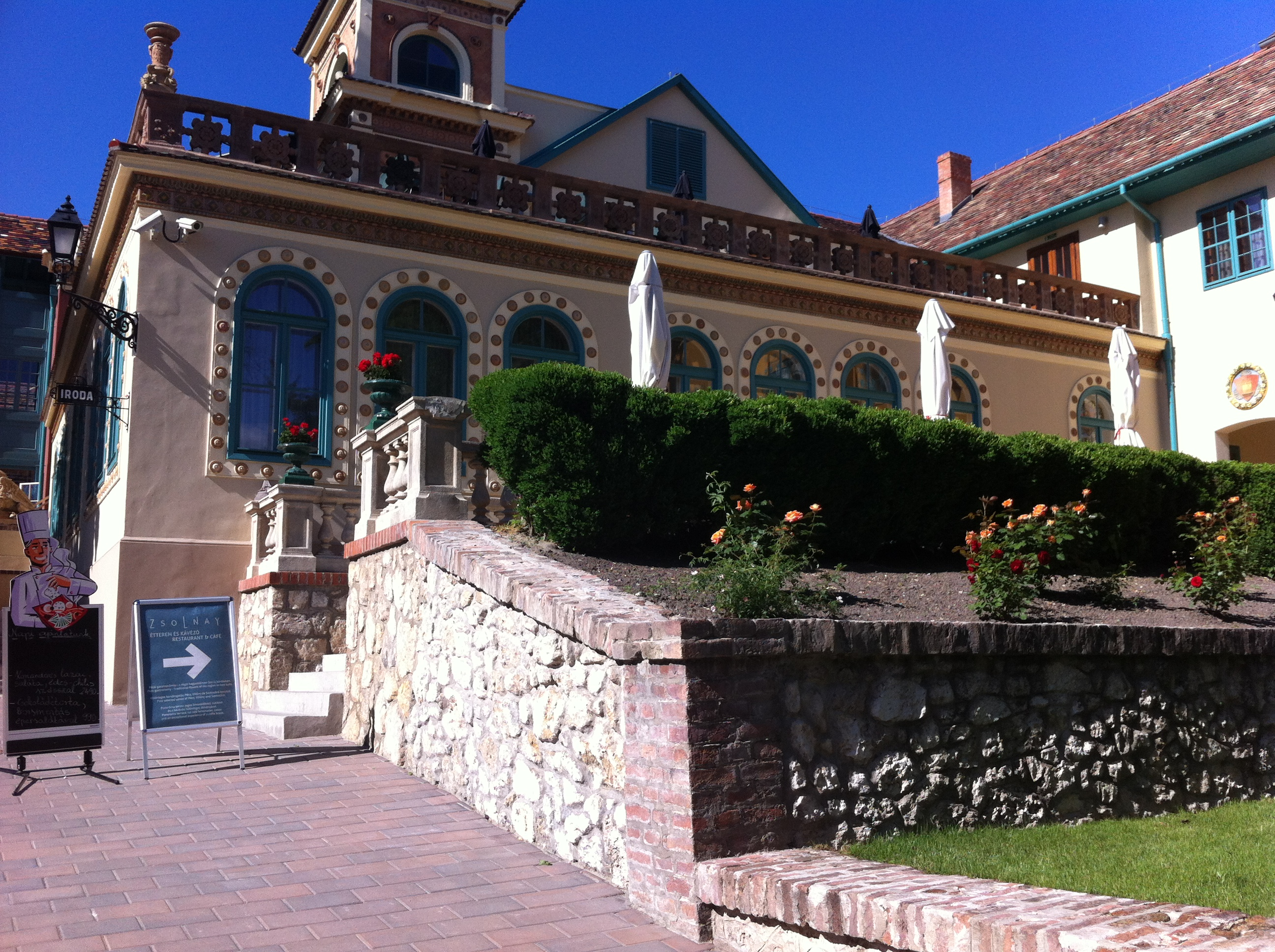
A Zsolnay Kulturális Negyed

2012. óta Pécs kulturális intézményeinek többségét a Zsolnay Örökségkezelő Nonprofit Kft. (ZSÖK) működteti több mint 50 ezer négyzetméternyi területen, mintegy 150 főt alkalmazva.
A Zsolnay Kulturális Negyed a Pécs2010 Európa Kulturális Fővárosa projekt legnagyobb beruházása volt, amely a pécsi Zsolnay Porcelánmanufaktúra területének nagy részén épült 2 év alatt. A több mint 11 milliárd forintos beruházásnak köszönhetően fellendült a porcelánmanufaktúra 5 hektáros területe. A Közép-Európa egyik legnagyobb gyár-épületegyüttes rehabilitációja során megvalósuló kulturális negyed tartalmilag négy részre tagolódik. A Míves negyed legfontosabb elemei a Zsolnay családdal és történettel kapcsolatos kiállítás, Winkler Barnabás egyedülálló Rózsaszín Zsolnay kiállítása, valamint a Sikorski-házban kiállított Gyugyi-gyűjtemény. Ezekhez kapcsolódik a felújított Zsolnay-mauzóleum, az Alkotó- és Inkubátorház, valamint a Kézművész utca üzletsora. Az Alkotó negyed ad helyet kulturális intézményeknek, vendéglátóhelyeknek és fesztiváloknak. A Gyermek és Családi negyed központi elemei a Planetárium, a Pécsi Galéria komoly nemzetközi vendégtárlatokat is fogadni képes új épülete, valamint a megújult Bóbita Bábszínház, míg az Egyetemi negyedben a Pécsi Tudományegyetem több kara (pl. Művészeti Kar) és újonnan alakult tanszéke kapott helyet.
Pécs kulturális intézményei:
- Konfuciusz Intézet
- Apáczai Nevelési és Általános Művelődési Központ
- Civil Közösségek Háza
- Ifjúsági Ház
- Lenau Ház
- Művészetek és Irodalom Háza
- Pécsi Kulturális Központ
- Zsolnay Kulturális Negyed

## Múzeumok, könyvtárak, galériák és kiállító terek

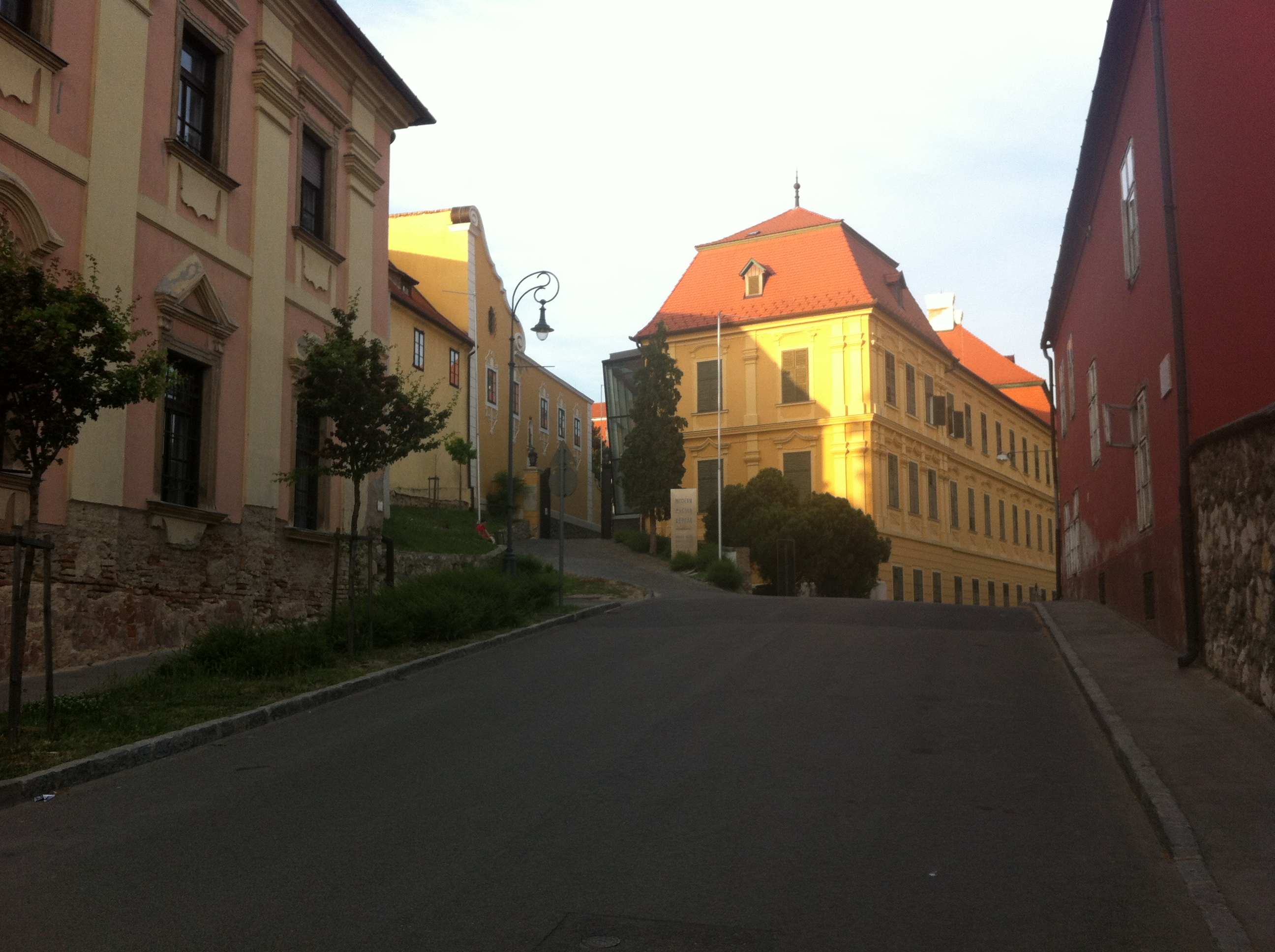
A Modern Magyar Képtár épülete Pécsen, 2015. május

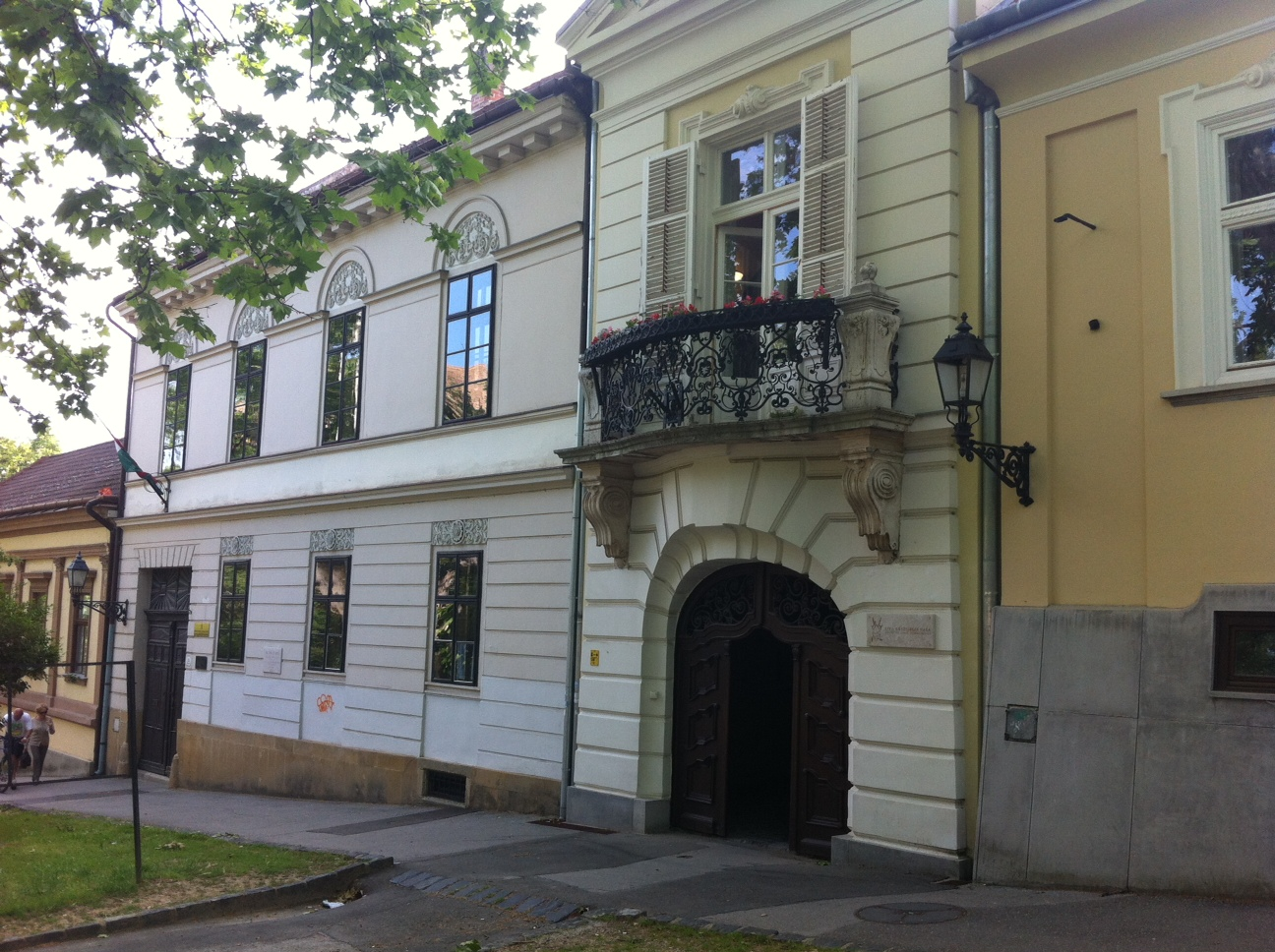
A Civil Közösségek Háza épülete.

1904-ben nyílt meg Pécsett az első állandó múzeum, amely a polgárosodó közösség öntudatosodását jelentette. A Várostörténeti Múzeum 2004-ben ünnepelte fennállásának 100. évfordulóját. A pécsi állandó, nagy múzeumok jelentős része a Janus Pannonius Múzeum (korábban Baranya Megyei Tanács Múzeumi Igazgatósága) igazgatása alá tartozik. Az évente 200 000 fős látogatóival az ország legfontosabb múzeumai közé tartozik. Pécsen is megrendezik minden évben (2009. óta évente kétszer) a Múzeumok Éjszakája programot. 2014-ben a leglátogatottabb tárlat a „Leonardo, a reneszánsz zseni" című kiállítás volt, amelyen az összlátogatószám egy éjszaka alatt több mint nyolcezer fő volt. A Gyugyi-gyűjtemény 2010-es megnyitása óta a baranyai megyeszékhely leglátogatottabb kiállításának számít (2014).
Pécsi múzeumok, galériák és kiállítóterek ábécésorrendben:
- Amerigo Tot Múzeum
- Arthus Galéria
- Bánkúti Galéria
- Baranya Galéria
- Café Zacc
- Gebauer Galéria
- Csontváry Múzeum
- Csopor(t) Horda Galéria
- Gyöngyszem Galéria
- Gyugyi-féle Zsolnay-kiállítás
- IH Galéria
- Janus Pannonius Múzeum
- Képcsarnok
- Lenau Ház
- JPM Martyn–Lantos Múzeum
- Mecseki Bányászati Kiállítások
- Mecseki Fotóklub galériája
- Modern Magyar Képtár
- Múzeumutca
- Múzeum Galéria
- Műhelygaléria
- Műtár Galéria
- Nemes Endre Múzeum
- Néprajzi Múzeum
- Ókeresztény sírkamrák
- Pécsi Galéria
- Pécsi Kisgaléria
- Postapalota
- Reneszánsz Kőtár
- Re:public galéria
- Régészeti Múzeum
- Rózsaszín Zsolnay
- Schaár Erzsébet: „Utca”
- Szerecsen Patikamúzeum
- Természettudományi Múzeum
- Várostörténeti Múzeum
- Városi Képtár Pécs
- Victor Vasarely Múzeum
- Zsolnay-mauzóleum
- Zsolnay Múzeum

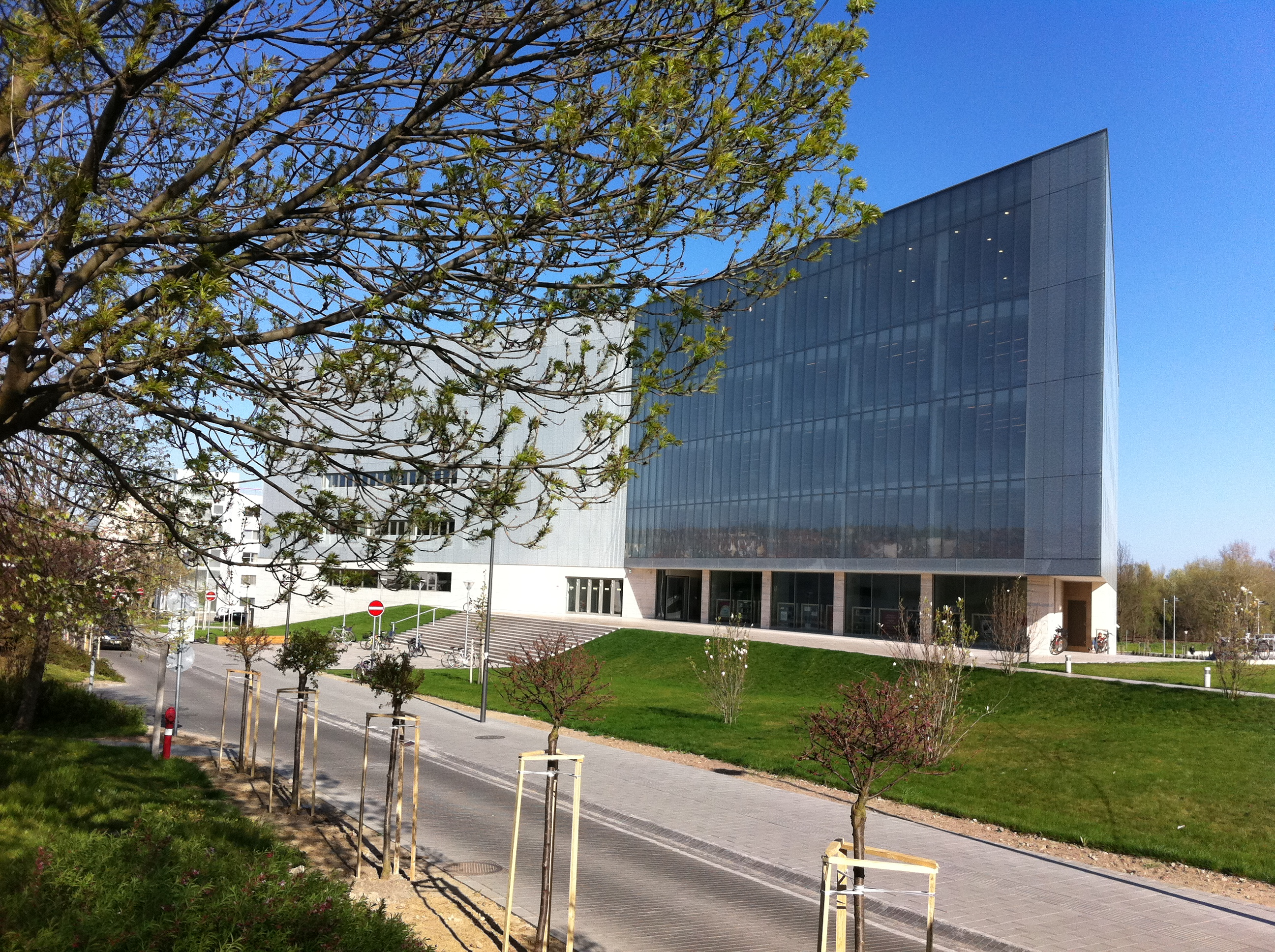
A Dél-dunántúli Regionális Könyvtár és Tudásközpont.

Pécs és egyben az ország legelső nyilvános könyvtára a Klimó György pécsi püspök által alapított Pécsi Püspöki Könyvtár volt. A könyvtár 1774. utáni eredeti helye a püspöki palota dél-nyugati szárnya volt. Klimó szándékai szerint újra akarta indítani az 1367 és 1543 között működő pécsi egyetemet. A könyvtárba bekerültek a 18. századig létrejövő nyugati tudományok alapvető kötetei: az orvostudomány, a jogtudomány, a természettudományok, az irodalomtudomány, a történelem, a nyelvészet és a teológia. A közel 35 000 kötetnyi, főleg latin nyelvű könyvvel (közöttük nyolc kódex) büszkélkedő Klimó Könyvtárat jelenleg muzeális gyűjteményként őrzi a Pécsi Tudományegyetem Központi Könyvtára.
A 20. század elejére Pécsen már nem működött jelentős közművelődési könyvtár. Ekkor a városi múzeum keretei között indult ugyan egy kezdeményezés közkönyvtár létesítésére, de ennek szolgáltatásai 1910-re fokozatosan megszűntek. Végül Esztergár Lajos pécsi polgármester támogatásával 1943-ban megalakult Pécs Város Közművelődési Könyvtára. Az első igazgatója a költő Weöres Sándor volt, de a könyvtár tényleges megszervezése a következő igazgató, Csorba Győző érdeme.. A Városi Könyvtárt 2010-ben összevonták a Csorba Győző Megyei Könyvtárral és így jött létre a Csorba Győző Megyei-Városi Könyvtár, amely a Tudásközpontban kapott helyet.
A 60 ezres lélekszámú Kertvárosban 1982 óta működik az Apáczai Nevelési Központ Könyvtára központi épület 2. emeletén.
Könyvtárak:
- Apáczai Nevelési Központ Könyvtára[51]
- Csorba Győző Megyei-Városi Könyvtár[52] (a Tudásközpontban)[53]
- Dél-dunántúli Regionális Könyvtár és Tudásközpont (itt található a Csorba Győző Megyei-Városi Könyvtár)
- MTA Regionális Kutatások Központjának Könyvtára[54] (1943 óta - A könyvtár korlátozottan nyilvános tudományos intézeti szakkönyvtár.)
- Nyitnikék Gyermekkönyvtár[55]
- PTE Könyvtár[56] (A Klimo Könyvtár jogutódja)
- TEMI Minerva Könyvtár[57] (a Pécsi Kulturális Központban - Szivárvány Gyermekház)
- Pécsi Városi Könyvtár (2010. óta a Csorba Győző Megyei - Városi Könyvtár része)
  - Csipkefa Gyermekkönyvtár[58]
  - Dr. Berze Nagy János Fiókkönyvtár[59]
  - Ifjúsági Könyvtár[55]
  - Kertvárosi Fiókkönyvtár[60]
  - Kilenc Király Gyermekkönyvtár[55]
  - Pinokkió Gyermekkönyvtár[61]
  - Várkonyi Nándor Könyvtár[61]

## Irodalom

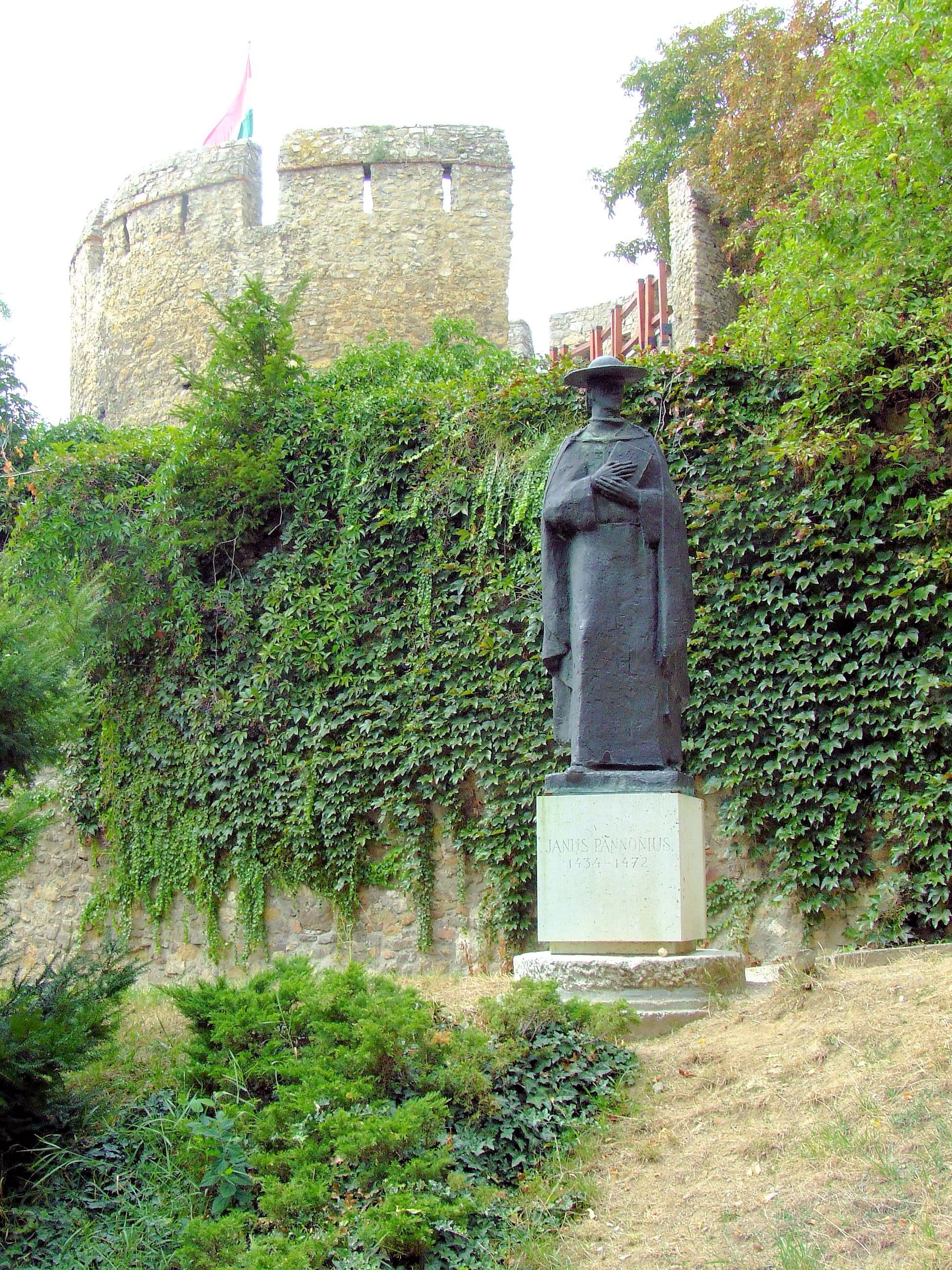
Janus Pannonius szobra a pécsi Barbakán alatt.

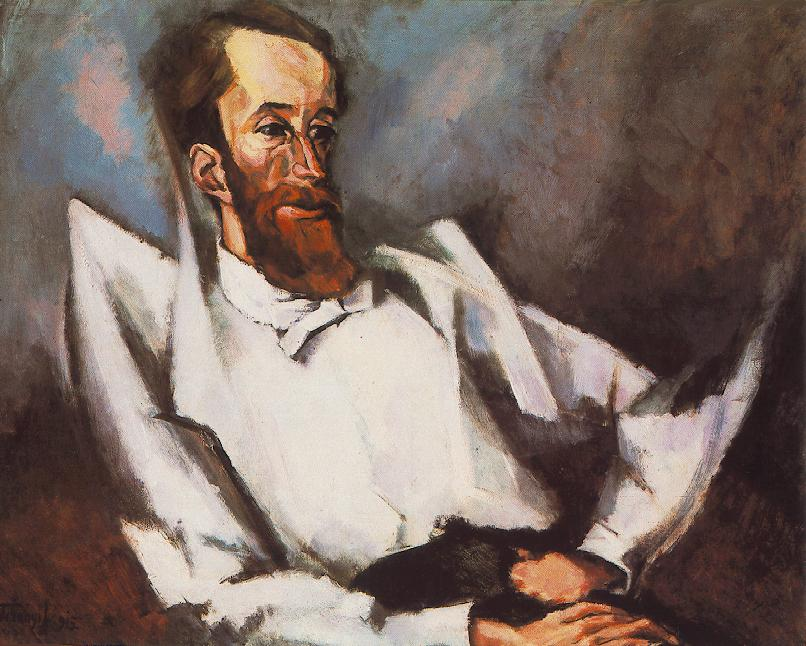
Tihanyi Lajos portréja Fülep Lajosról, 1915

Csorba Győző 1975-ben.

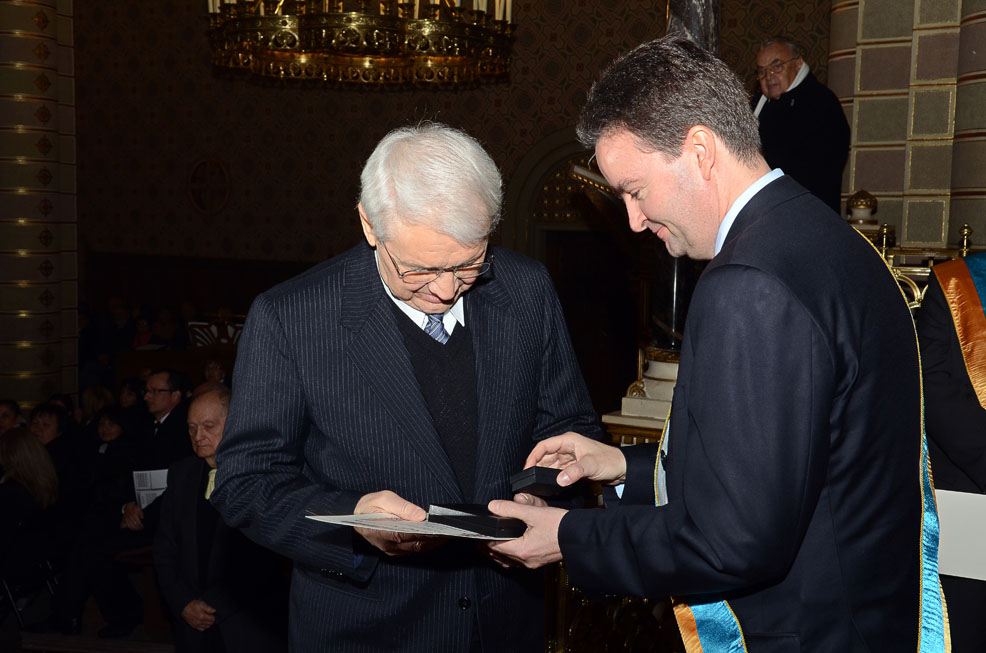
Bertók László 2013-ban.

### Pécsi születésű írók, költők
- Csorba Győző – Kossuth- és József Attila-díjas költő, műfordító
- Galsai Pongrác – József Attila-díjas író
- Rózsa Endre – Pécsen született 1941-ben. Hosszabb időn át Vácon élt. Az Eötvös Loránd Tudományegyetem történelem szakán végzett. 1979-80-ban A Móra Ferenc Könyvkiadó szerkesztője volt. Első önálló kötete a Kavicsszüret 1970-ben jelent meg, ezt követte a Senki földje; a Kietlen ünnep; a Sárkányeregető; Az anyag emlékezete; A szomjúság örökmécsei, és végül 1993-ban az Árnyékszobrok.[76] Verseiből verseskötetet adott ki a Széphalom Könyvműhely Az ámokfutó álmai címmel. Rózsa a Kilencek költőcsoport egyik tagja (Mezey Katalin, Kiss Benedek, Utassy József, Győri László, Konczek József, Oláh János, Kovács István, Péntek Imre).[77]
- Solymos Ida – 1920-ban született Pécsen. Első verseskönyve 1943-ban jelent meg A Hold körülnéz címen. Dolgozott újságíróként, a Fiatal Magyarország belső munkatársaként, lektorként, és lexikonszerkesztőként egy kiadónál. 1964-ben jelent meg Vendégvárás című kötete, 1969-ben az Arc nélkül, s 1974-ben pedig az Esküminta. A költőnő szellemi vezetője Várkonyi Nándor volt.[78]

### Írók, költők, akik Pécsen éltek, élnek
- Bertók László – Kossuth-díjas költő, író
- Janus Pannonius – költő
- Kodolányi János – író
- Molnár Zoltán – költő
- Petrőczi Éva – költő
- Rapai Ágnes – költő, író
- Weöres Sándor – költő

### Pécs az irodalomban
- Arany János „Toldi estéje” című költeményében, az Ötödik ének 12. versszakában az I. Lajos által alapított pécsi egyetem szerepel.[79]
- Haas Mihály (1845): „Itt jó lennünk, itt akarunk magunknak hajlékot építeni.”[80]
- Náray János: „Utcái keskenyek, s ó modor szerint rendetlenek, az egyik ház beljebb, a másik kijjebb állván; most azonban a nemes város, az új építkezéseknél nagyon figyel az irányra…”[81]
- Fényes Elek: „…a belvárosi házak általában csinosak, egészséges és kényelmes lakást nyújtanak, csaknem mindnyájának van udvara, kertve… A külvárosi házak azonban még többnyire zsuppal födvék, alacsonyak és többnyire nedvesek.”
- Babits Mihály: Emléksorok egy régi pécsi uszodáról: „Messze messze sík terül, hol a káplár sort hív, messze fontos négy torony, minaret és boltív; messze füstölgő Mecsek zöld teteje újít, szemnek nyújtva legalább üde koszorúit.”[82]
- Weöres Sándor: Rongyszőnyeg: „Pécs az ország déli városa,/néha télen is meleg van itt,/Jakabhegy és Tettye hajlatán/januárban hóvirág virít.”[83]
- Bertók László: "Érzel-e mindenkit, aki egyszer itt élt? Hiszed-e, hogy ötezerben is lesz Pécs?"[84]

## Képzőművészet

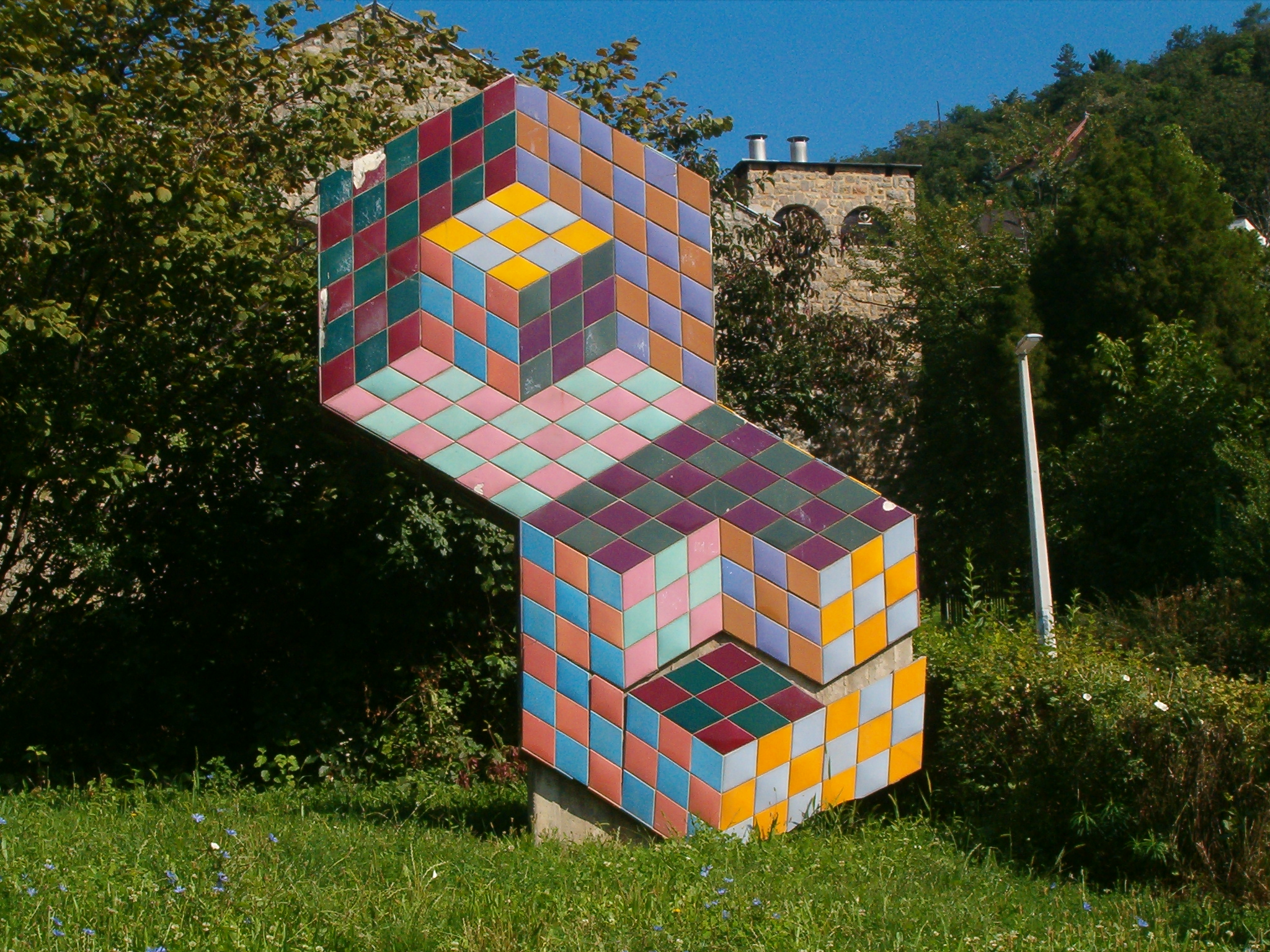
Kültéri Vasarely alkotás Pécsen.

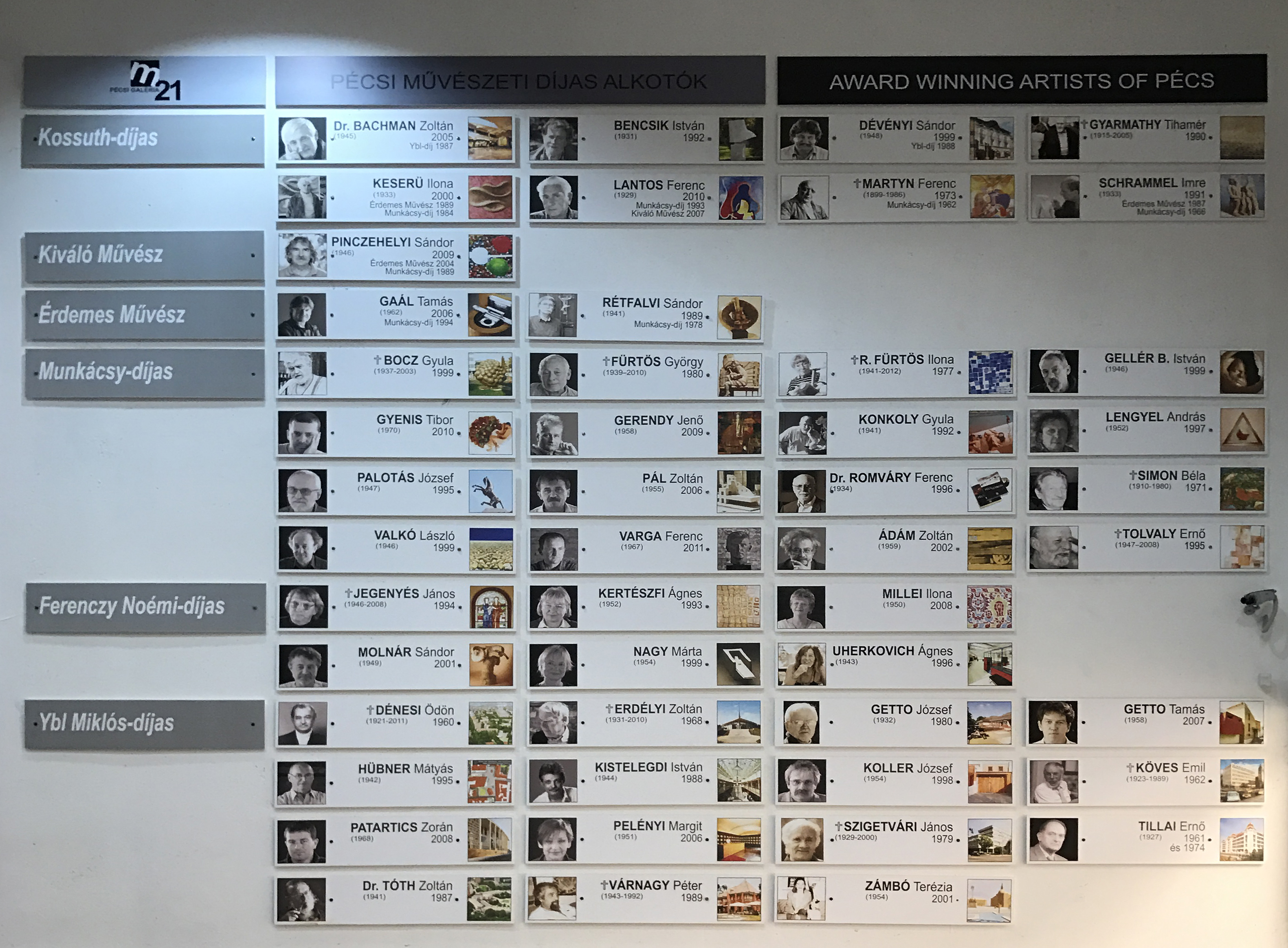
Pécs művészeti díjas alkotóinak dicsőségfala a Zsolnay Negyedben, az m21 Galéria előterében

A pécsi képzőművészetekről az esztergomi születésű Romváry Ferenc művészettörténész számtalan könyvet írt. 2010-ben megjelent a kétkötetes Pécs Lexikon 3000 példányszámban, melynek Romváry a főszerkesztője.

### Híres pécsi születésű képzőművészek
- Frank Adél – iparművész, divattervező
- Fürtös György – Munkácsy-díjas (1980) kerámiaművész, szobrászművész.
- Gábor Jenő – festőművész, grafikus
- Gyarmathy Tihamér – festőművész
- Horvay János – szobrász
- Keserü Ilona – Kossuth-díjas festőművész
- Molnár Farkas – építész, grafikus, festőművész
- Palotás József (1947–) Munkácsy-díjas szobrászművész
- Peitler István – festőművész
- Victor Vasarely (szül. Vásárhelyi Győző) – festőművész
- Zsolnay Vilmos – keramikusművész

### Híres képzőművészek, akik Pécsen éltek vagy élnek
- Bársony György – szobrász
- Blattner Géza – festőművész
- Martyn Ferenc – szobrász, festőművész
- Munkácsy Mihály – festőművész
- Pinczehelyi Sándor festőművész

## Tánc

### Néptánc

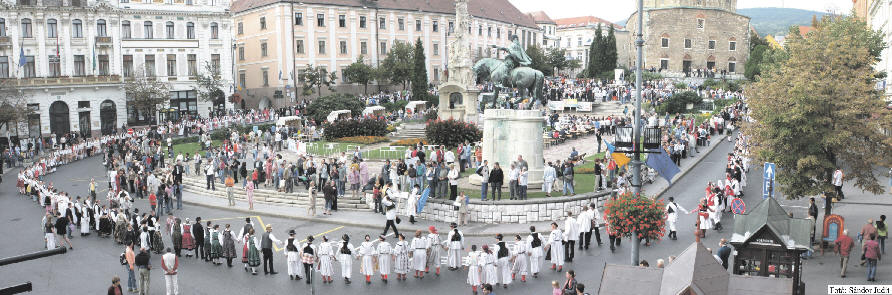
Kóló a Széchenyi tér körül az „Isten hozott, kedves vendég!” fesztivál alkalmával.

1958-ban alakult pécsi KISZÖV Néptáncegyüttes (ma VOKE Vasutas Pannónia Táncegyüttes), amely részt vett több országos és nemzetközi néptáncfesztiválon és 1976-ban, a Néptáncosok Országos Bemutató Színpadán arany fokozatot ért el. Műsorukon szerepeltek magyarországi, és határon túli magyar néptáncok, illetve nemzetiségek és tematikus táncok is. 1992-től nyolc éven át szünetelt az együttes anyagi okok miatt, ám 2000 óta újra működik a csoport, amely 2008-ban ünnepelte 50. évfordulóját.
A Mecsek Táncegyüttes 1955. február 25-én alakult. Alapító koreográfusa, az Erkel-díjas Simon Antal. Az együttes 1958-tól nemzetközi fesztiválokon is fellépett, többek között a San Remó-i virágfesztiválon, a szicíliai Agrigentóban és Franciaországban, Dijonban. 1970-től Dezső Attila irányított az együttest, mivel Simon Antalt kinevezték a Budapest Táncegyüttes művészeti vezetőjévé és az együttes élére Somogyi Tibor került, akit 1972-ben Bodonyi István követett. A tánckar közben további hazai és nemzetközi sikereket ért. 1976-ban Bodai József lett a művészeti vezető, aki újjászervezte a csoportot és utánpótlás-nevelésbe kezdett. Az együttes arculata megfiatalodott. 1993-tól az együttes művészeti vezetője Molnár János. 1994-ben megalakult a Mecsek Táncegyüttes Egyesület. 2003. óta az utánpótlásképzés a Berze Nagy Jánosról elnevezett művészeti iskola formájában működik.
A Tanac Néptáncegyüttest 1988. októberében alapította Sárosácz Mihály és Szávai József, olyan horvát nemzetiségi fiatalokból, akik Pécs környékén éltek. Elsődleges szándékuk a magyarországi horvátok néphagyományainak gyűjtése, bemutatása és megőrzése volt. Emellett szomszédos országok népeinek táncai és egyéb tánckompozíciók is bekerültek a repertoárjukba. Az általuk létrehozott egyesület rendezi 1996 óta az „Isten hozott, kedves vendég!” fesztivált és a néptáncegyüttes hazai és nemzetközi elismeréseket is begyűjtött az évek során.
A Misina Néptáncegyüttes és Táncszínház 2004-ben alakult meg Pécsen, Gálber Attila koreográfus és Balogh János néptáncpedagógus kezdeményezésére. Az egyesület célja a folklór értékeinek megőrzése, népszerűsítése. Két területen gondozzák a folklórt: autentikus színpadi néptáncként és autentikus elemekre épülő táncszínházként.

### Balett
1960-ban alakult a Pécsi Balett, Magyarország első modern balett együtteseként, amely kezdetben a Pécsi Nemzeti Színház balett-tagozata volt. Vezetője Eck Imre Liszt- (1978) és Kossuth-díjas (1978) kiváló művész volt.

### Modern táncok
Az EuroDance Táncszínház 1989-ben alakult a Pécsett. A stúdió megalapítója Rovó Attila Nívó-díjas táncpedagógus, hivatásos előadóművész, világbajnoki 5 és 6 helyezett, többszörös magyar bajnok táncos. Diplomáját a Magyar Táncművészeti Főiskolán szerezte modern társastánc (divattánc) szakirányon. A táncegyüttes immár több mint negyed évszázada működik.
A PTE-ETK Fonti 5 Tánccsoport 2003. szeptemberében alakult különböző korosztályú amatőr táncosokból. Fő profiljuk a kortárs és a modern tánc. Gyermek, ifjúsági és felnőtt utánpótlás csoportjuk is működik Pécsett, Komlón és Hosszúhetényben. 2007 óta a felnőtt csoport a Pécsi Tudományegyetem Egészségtudományi Karának művészegyüttese. A tánccsoportot működtető egyesület országos táncfesztivált és nemzetközi tánckurzust is szervezett.

## Zene

### Klasszikus zene

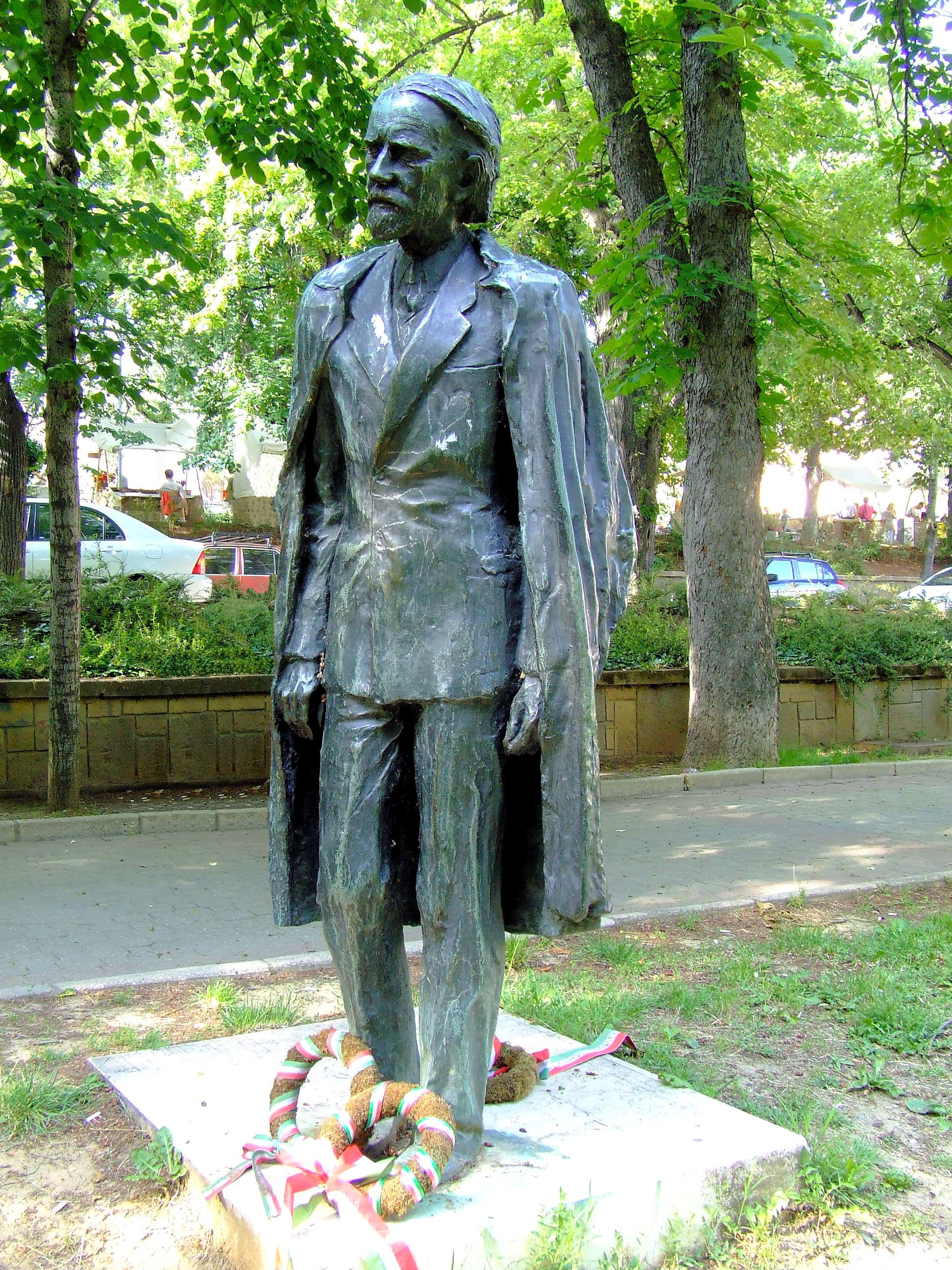
Kodály Zoltán szobra a Szent István téri sétány mentén.

1811-ben alapította Lickl György (Johann Georg Lickl) a Zeneművész Társaságot (Tonkünstler Sozietät). Lickl 1807-ben települt át Pécsre Bécsből, ahol Joseph Haydn-tanítványa volt. A zeneszerző pécsi letelepedésével a város zenei élete intenzív fejlődésnek indult és bécsi zenészek szerződtetésével hamarosan Magyarország legjobb szimfonikus zenekara jött létre. 1830-ban már jelentős operaelőadások voltak a megyeszékhelyen.

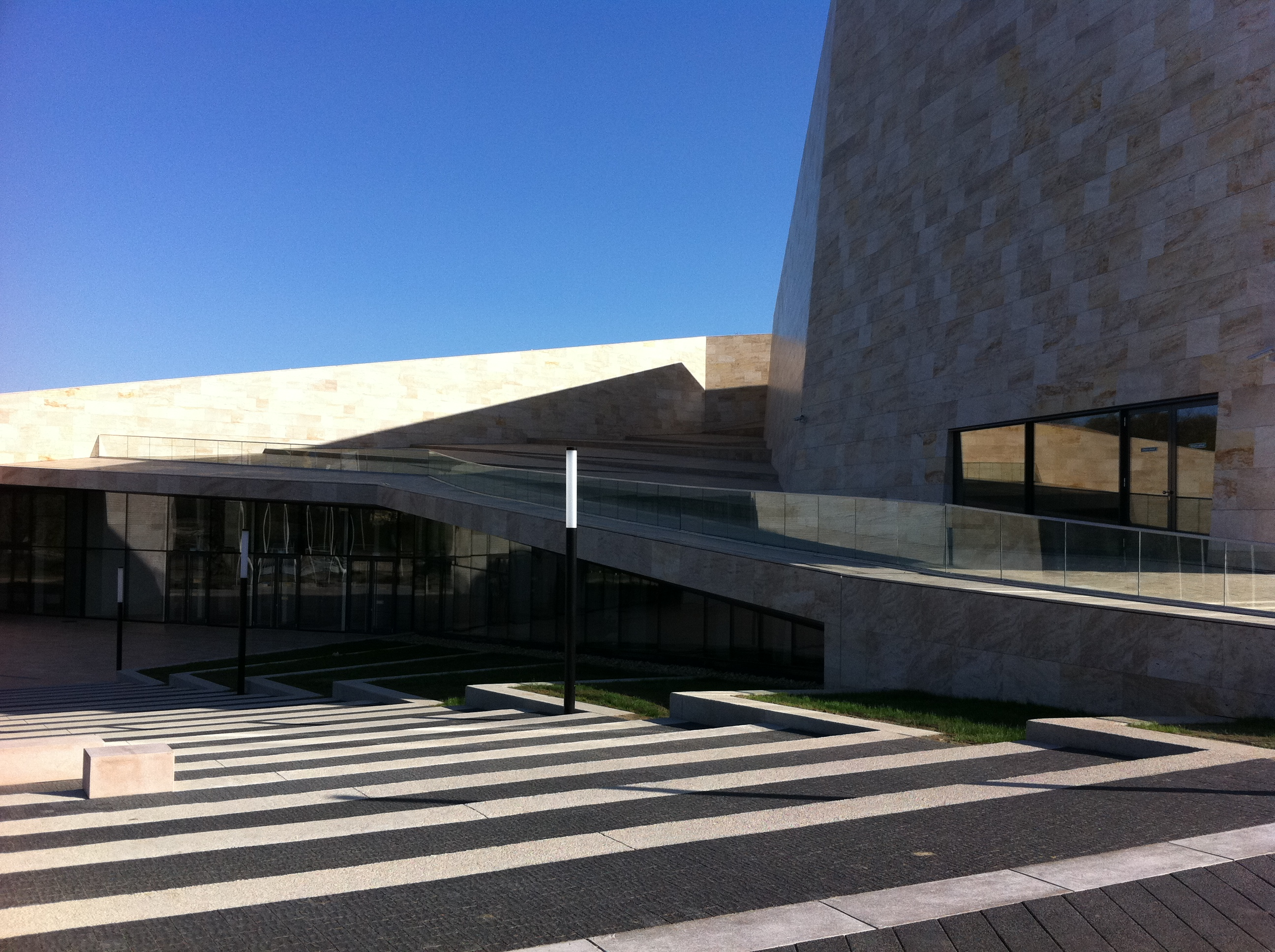
A Kodály Központ épülete.

A Pécsi székesegyház előtt található Szent István téren, a gesztenyefákkal övezett sétány mentén Kodály Zoltán szobra áll. A sétány kioszkjától nem messze két pécsi zenész közös emlékoszlopa található. Az egyikük Amtmann Prosper európai hírű fuvolaművész, akinek már diákkorában megjelentek fuvolára írt zeneművei. Hatalmas sikerrel koncertezett Európa szinte minden országában, majd 1843-ban végleg hazatért. Utolsó koncertje az ugyanitt megörökített fagottművésszel, Weidinger Imrével közösen adott jótékonysági koncert volt a Pécsi Nemzeti Színházban. Weidinger Imre gyermekkorában elvesztette látását. Hangszeres zenét tanult, korán felfedezték rendkívüli tehetségét. Húszévesen európai hangversenykörútra indult, és sikert sikerre halmozott. Szentpéterváron a cári udvari zenekar tagja lett, 1831-ben tért haza szülővárosába, Pécsre. Weidinger Imréről nevezték el azt a színvonalas, nemzetközi fagottversenyt, melyet az egyetem Művészeti kara és a Művészetek Háza kétévente közösen rendez. Mindketten a 19. századi, pécsi zeneművészeti élet meghatározó szereplői voltak.
A 2005-ben elhunyt Takács Jenő, aki a világ legidősebb élő zeneszerzője volt. 1942. őszétől 1948-ig a Pécsi Városi Zeneiskola (utóbb Zenekonzervatórium) igazgatója volt. Ez az időszak a város és az iskola zenei életének egyik virágkora volt. Ebből az intézményből indult világhódító útjára a Kodály-módszer gyakorlati alkalmazása, Kodály Zoltán személyes irányításával. A módszer lényege, hogy a gyermek óvodától kezdve napi szinten találkozzon az énekléssel, mert az fontos a léleknek. Egyik módszer a gyermekkórusok és karéneklés kialakítása volt, hogy tömegeket mozgassanak meg egyszerre.

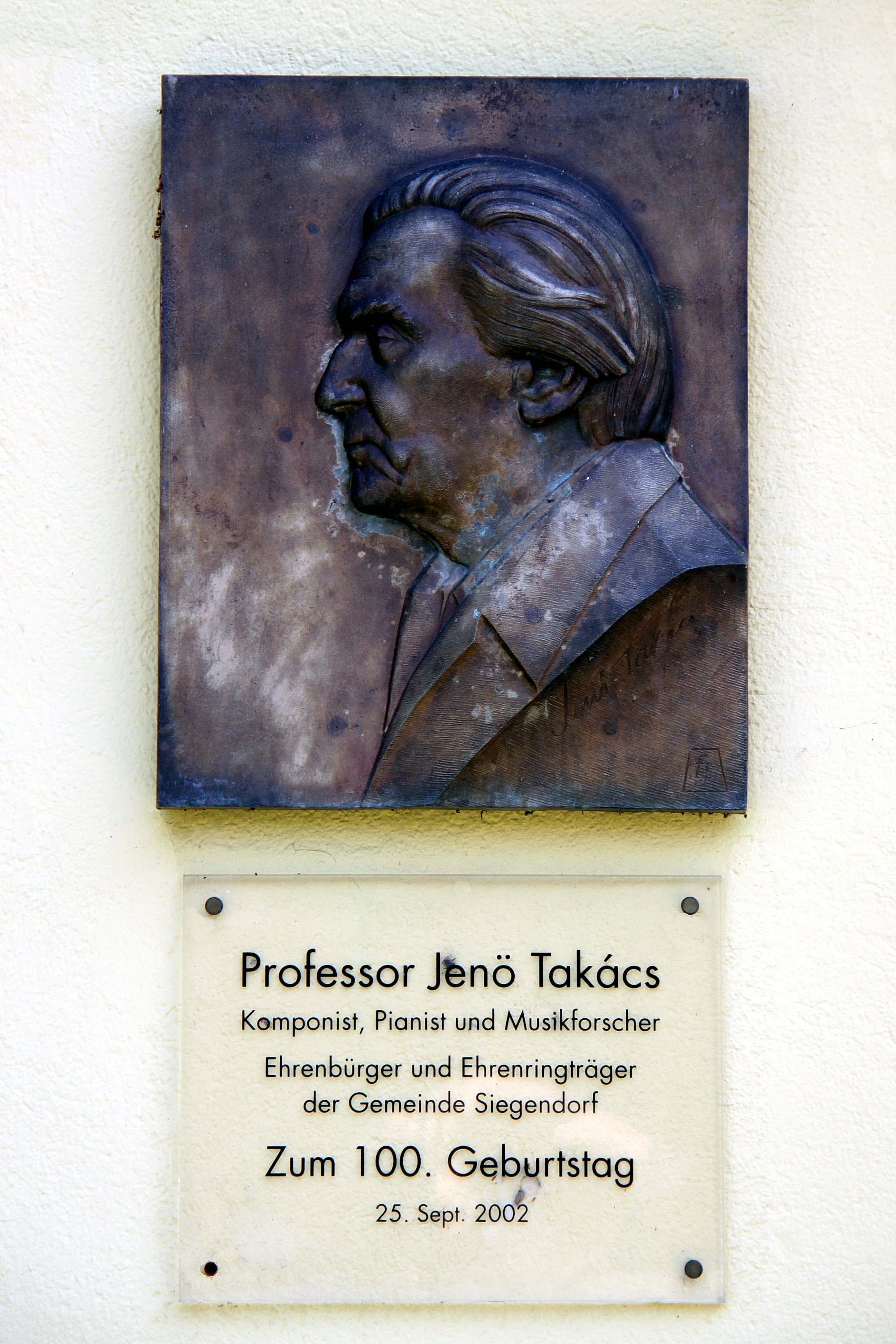
Takács Jenő emléktáblája Siegendorfban.

Szkladányi Péter fuvolaművész, a Mecsek Fúvósötös tagja, Pécs zenetörténetének kutatója, két évtizeden keresztül a Pécsi Szimfonikus Zenekar igazgatója volt.
Híres, Péccsel összefüggésbe hozható zeneszerzők: Agócsy László, aki egy kántori állást megpályázva került Pécsre, nyugdíjazásáig ugyanabban az épületben dolgozott – Nyolczas Ipoly, aki 1932-től 1948-ig a pécsi Nagy Lajos Gimnázium francia-latin szakos tanára volt, Nádor Tamás végzős diákkal (a későbbi neves rádióssal, Pécs zenei életének krónikásával) 1942-1943-ban rádióstúdiót indítottak) – Várnagy Viktor az Országos Filharmónia pécsi kirendeltségét vezette.
Pécsen 2005 óta évente nemzetközi zongoraversenyt rendeznek Liszt Ferenc emlékére. Pécs Kossuth-díjas zongoraművésze Jandó Jenő.

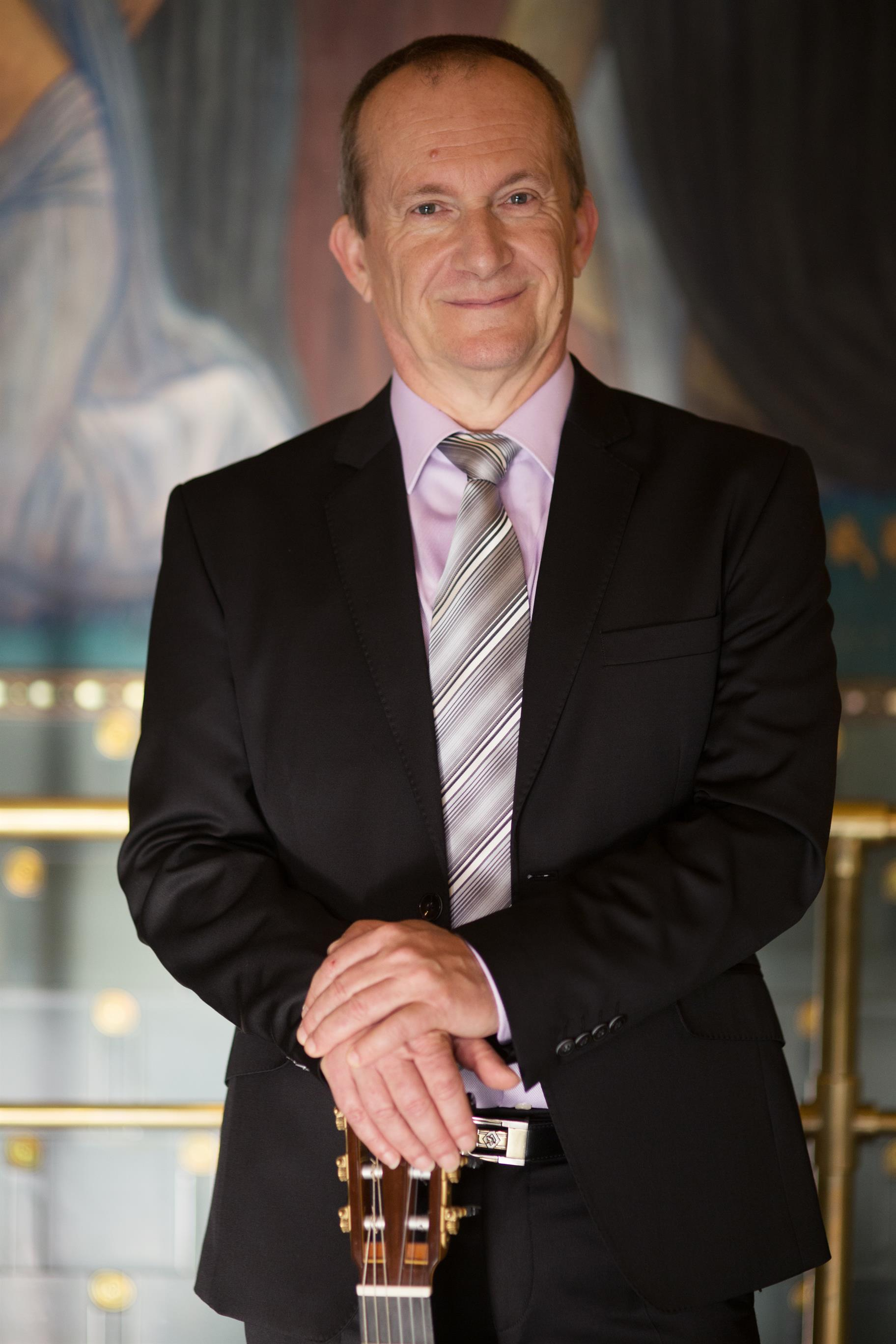
Eötvös József gitárművész

Pécsen született Eötvös József (1962) gitárművész, zeneszerző, a budapesti Liszt Ferenc Zeneművészeti Egyetem (Zeneakadémia) tanára. Tanáraként leginkább a barokk és a kamarazene foglalkoztatja. Nemzetközi gitárversenyek zsűrijének gyakori tagja, a Szendrey-Karper László Nemzetközi Gitárfesztivál művészeti vezetője és a Balatonfüredi Nemzetközi Gitárfesztivál megalapítója és vezetője. Koncertjein a hangszer klasszikusai, saját művei és átiratai mellett fontos helyet kap a huszadik századi és kortárs magyar zene is (többek között Kováts Barna, Farkas Ferenc, Hollós Máté, Madarász Iván művei). Zeneszerzőként saját kompozíciók mellett átiratokat készített Bach, Chopin és Brahms műveiből. Nemzetközi feltűnést keltett Bach Goldberg-variációinak átirata gitárra, amelynek felvétele 1998-ban Japánban „Az év legjobb klasszikus zenei CD-je” elismerésben részesült és a gitáros szaklapok az évszázad átirataként említik.
Rendkívüli nemzetközi sikereket ért el Várdai István gordonkaművész, aki számos nemzetközi versenyt nyert meg: Brahms-verseny (2003), 39. budapesti nemzetközi verseny (2004), David Popper Nemzetközi Gordonkaverseny (2002, 2003, 2004), Genfi Nemzetközi Zenei Verseny (2008). A legutóbbi versenyen az öt különdíjból négyet ő vihetett el. Az 1985-ös születésű Várdai István 2007-ben harmadik helyezést ért el a XIII. Moszkvai Nemzetközi Csajkovszkij-versenyen, amire 50 éve magyar zenész nem volt képes.
A Pécs 2010 Európa Kulturális Fővárosa programsorozat leglátogatottabb eseményei José Carreras, valamint Plácido Domingo koncertjei voltak. 2009-ben Pécs és Budapest rendezhette a Plácido Domingo Operalia Operaversenyt. A nemzetközi érdeklődés középpontjában álló programokat Kovács Márton, Fehér Zsolt és Andreas Z. Magony producerek szervezték.
- Pannon Filharmonikusok
- Bartók Béla Férfikar
- Pécsi Ércbányász Fúvószenekar
- Pécsi Bordalfesztivál
- Pécsi Kamarakórus
- Pécsi Opera

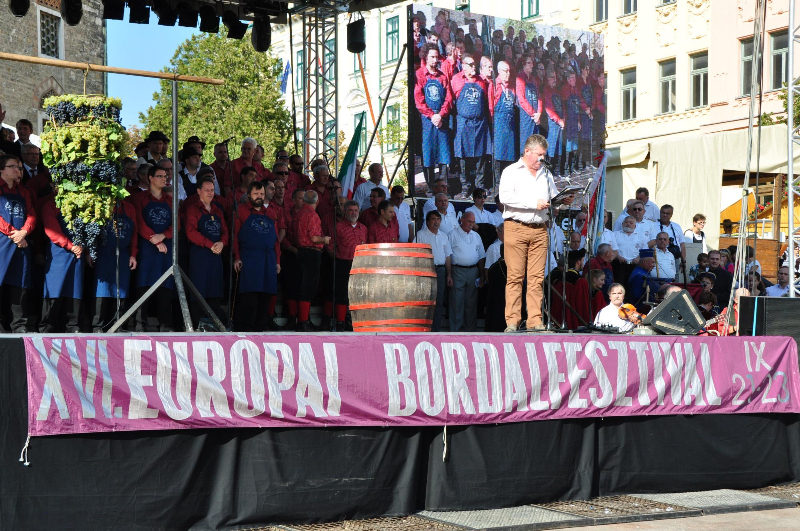
Pécsi Bordalfesztivál 2012-ben

- Pécsi Vasutas Koncertfúvós Zenekar

### Népzene
Kodály Zoltán a megyeszékhelyen írta például Sajátságos dallamszerkezet a cseremisz népzenében című művét.
1993 óta kerül megrendezésre a városban a Pécsi Bordalfesztivál,
a Pécsi Folknapoknak pedig a Pécsi Kulturális Központ ad helyet. A Folknapok rendezvényei felvonultatják a hazai és határon túli magyarság, valamint a Kárpát-medencében élő nemzetiségek vokális és hangszeres népzenéjének előadóit.

### Könnyűzene

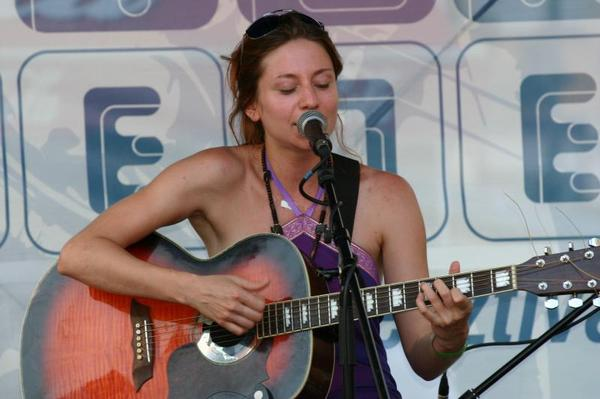
Takáts Eszter szólóban.

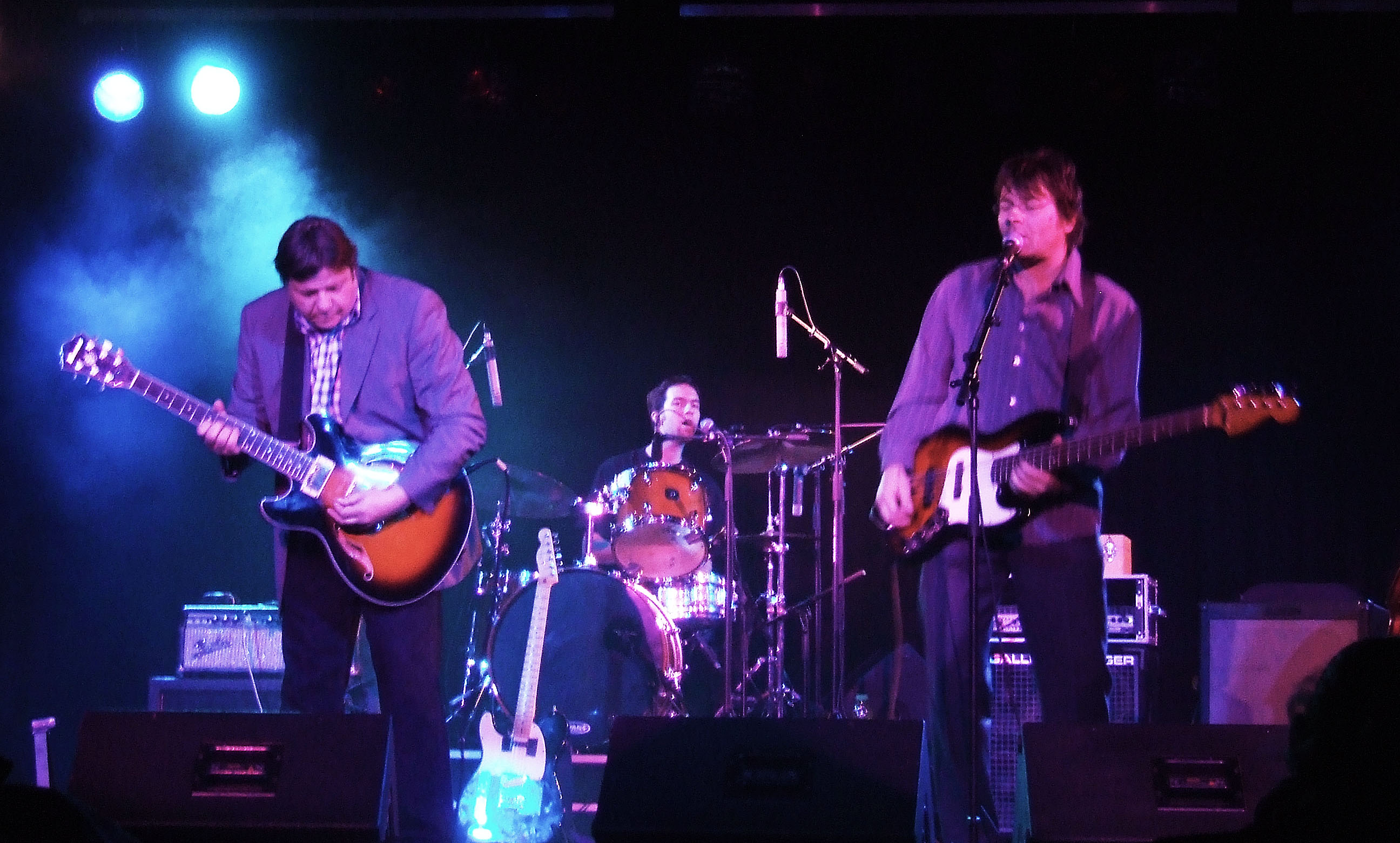
A Kispál és a Borz zenekar.

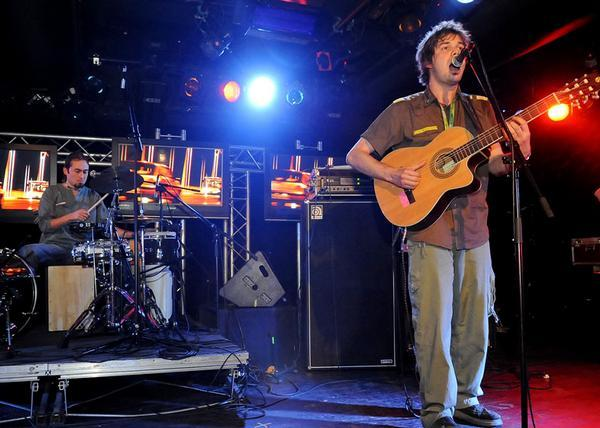
A TükeZoo

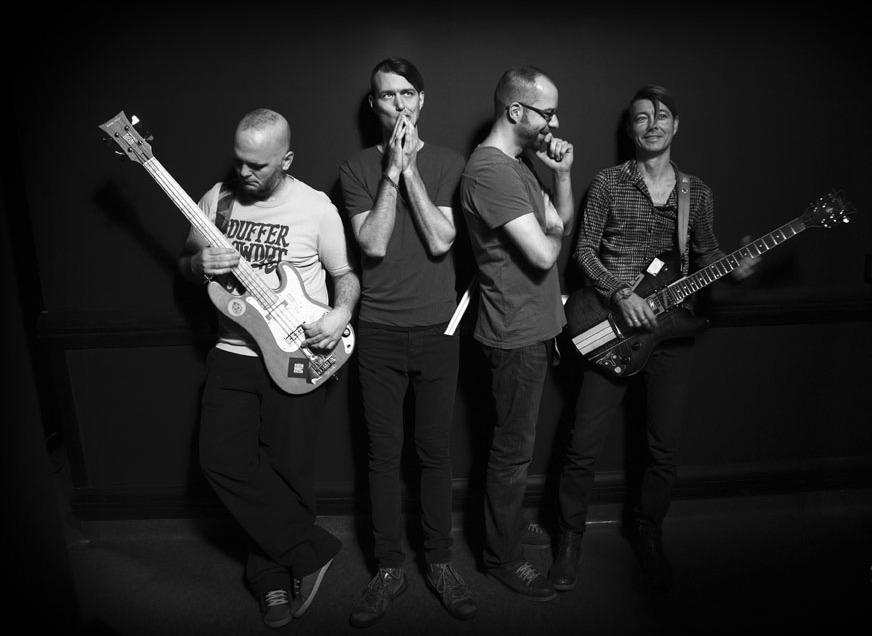
A 30Y

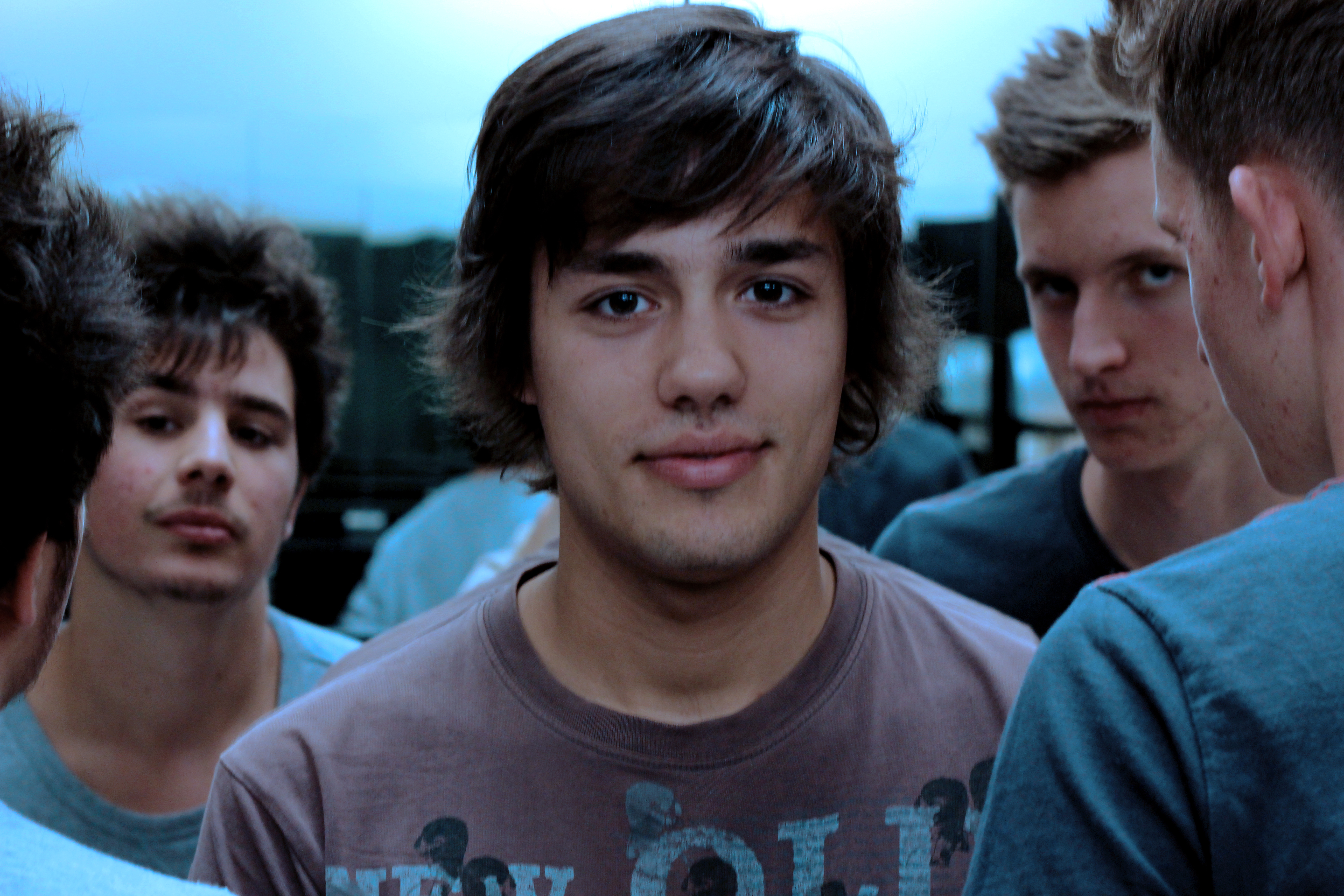
The Immigrants

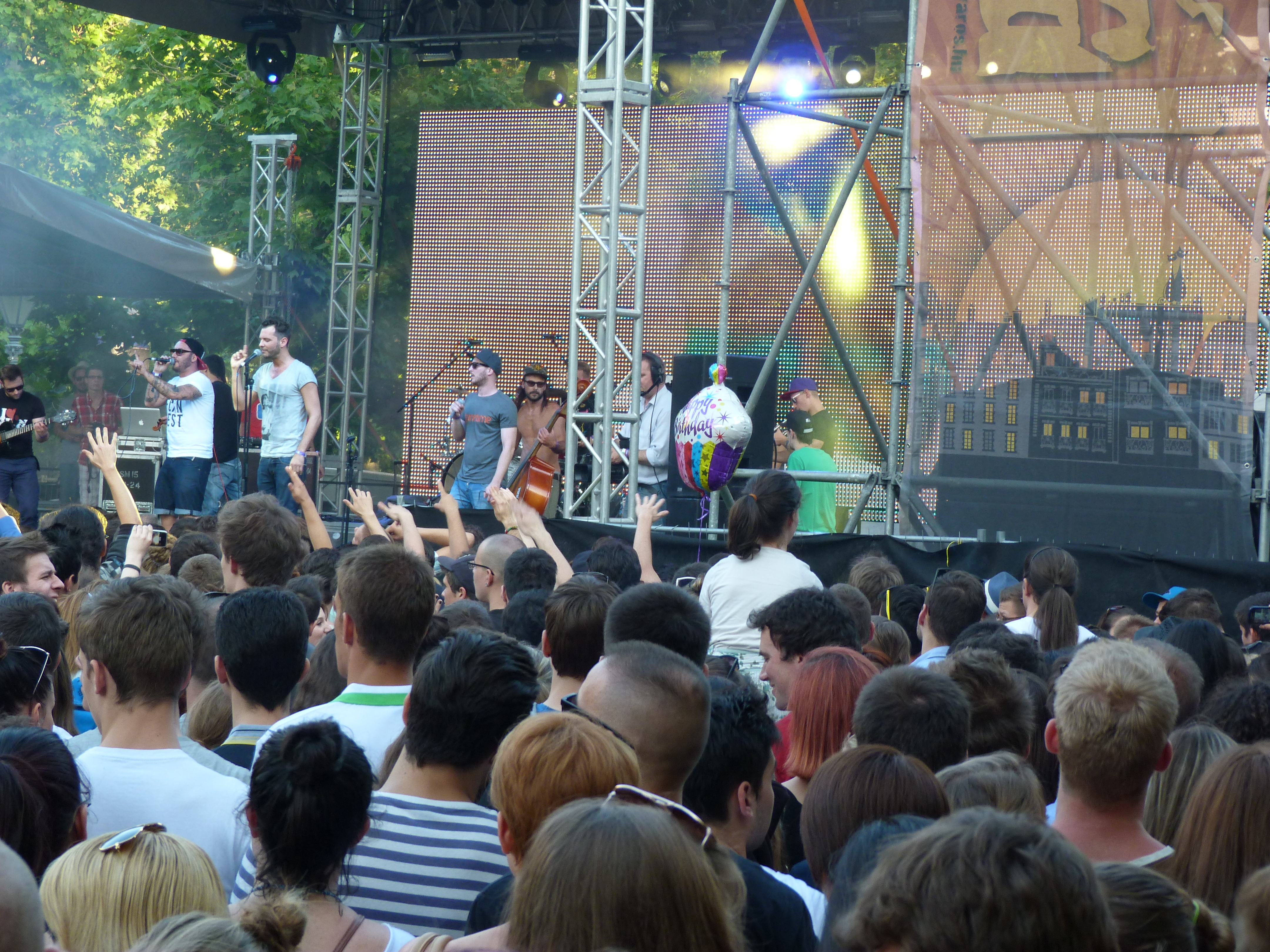
Punnany Massif 2013-ban.

A pécsi könnyűzene "a vidék" egyik zenei bástyája. Innen származik Rudán Joe, a hazai rock zenei élet egyik fenegyereke és egyik zenekara a Coda. Az immár húszéves Kispál és a Borzról közismert, hogy pécsiek. Lovasi András, a Kispál és a Borz és a Kiscsillag frontembere szerint van egy erős szellemi kisugárzás a környéken, de nem igazán lehet megfogalmazni, hogy pontosan mi is ez. "Tényleg nem tudom, mert az ország más részeiben is működnek jó zenekarok, de valamiért nekünk van egy ilyen titkos lobbink. Hallottam már azt a véleményt is, hogy Pécs a magyar Liverpool. Tényleg van néhány erős zenekar, például a mi próbatermünkben is, de van egy csomó felfedezetlen, mondjuk a szintén pécsi Harmada. De a helyi koncertélet azért itt is ugyanolyan, mint más városokban: nincsenek igazán működő klubok, próbahelygondok vannak, és a helyi vezetés sem támogatja a fiatal zenekarokat." A pécsi egyetem rajz-vizuális nevelés szakán végzett Gróf Balázs, a Pesti és a Vidéki Estek népszerű képregényrajzolója szerint egyszerűen csak arról van szó, hogy sok jó zenekar összejött egy közegben. "Erős szcénáról akkor beszélhetnénk, ha a zenekarok nézőként is látogatnák a kollégák koncertjeit, és a levegőben kitapintható lenne az összetartás, meg diskurzus alakulna ki egymás produkcióiról. De a zenészek nem túlságosan kíváncsiak a kollégáik teljesítményére."
Pécs underground zenei élete már a kilencvenes évek közepén mozgásba lendült. Sokszínűségének bizonyítéka, hogy innen indult az azóta Tesco Disco néven futó indie programsorozat, a HétköznaPICSAlódások, a Perfect Symmetry, a szigetvári Persona Non Grata, a 30Y, a Psycho Mutants, a Burzsoá Nyugdíjasok, Punnany Massif, a baszk Ska-P zenekar számait feldolgozó Ska-Pécs, a különböző zenei stílusok közt húzódó határvonalakat áthágó elektronikus-indiet játszó Spacesh!t, a Peet és a gitáros-énekes Takáts Eszter.
Az első magyar blues könyvet a pécsi Fekete Kálmán, a PMD zenekar vezetője írta, melyet még további kettő követett. A PMD a chicagói és a texasi blues örökzöldjeit, főleg Robert Johnson, B. B. King, Eric Clapton, Jimi Hendrix és John Mayall zenei örökségét közvetítik. 1998-ban Mick Taylor előtt zenéltek a Petőfi sportcsarnokban Eb Davisszel, 2001-ben pedig a Sugar Blue szájharmonikásával turnéztak Magyarországon. A PMD zenekar mellett Pécsett a blues zenészek közül Ifj. Katona Tamás a legismertebb, aki számtalanszor játszott már világhírű, külföldi zenészekkel.

### Zenekarok
Mai aktív - az elmúlt egy évben valamilyen internetes felületen magukról jelt adó – pécsi zenekarok ábécésorrendben – népszerű elnevezése a „Nagy pécsi zenekari adatbázis” (megjegyzés: a felsorolásban nem szerepelnek szólisták, lakodalmas-, báli-, és vendéglátós zenekarok):
- 30Y[110]
- A köztársaság bandája[111]
- Aljas kúszóbab[112]
- A rendezetlenség foka[113]
- Az?[114]
- Band of Streets[115]
- Black Hourglass[116]
- Boja[117]
- Broken Balls[118]
- Büdös Vornyik[119]
- Clash City Rebels[120]
- Csőke Renáta Quartet[121]
- D.I.M.[122]
- Deer Fellaz[123]
- Deindolls[124]
- Diary[125]
- Dip trio[126]
- Dirty Dawn[127]
- D.O.G.[128]
- Dutar[129]
- FunkTomas[130]
- Generation Impasse[131]
- Gézakékazég[132]
- Ghost Club[133]
- Giulia este otthon marad[134]
- Golestan[135]
- Grizzly Vibrations[136]
- Gylliath[137]
- Halott Pénz[138]
- Haniczmusic[139]
- Hell Dorado[140]
- HétköznaPICSAlódások[141]
- Híres Pannónia Régizenei Együttes[142]
- Intu[143]
- Ivyz[144]
- Jackalheae[145]
- Jazzimpair[146]
- Junkie Jack Flash[147]
- Kaktus[148]
- Kipu[149]
- Kiscsillag[150]
- Kubalibre[151]
- Kultúrmadzag[152]
- Lékkör[153]
- Lélekvihar[154]
- MADE in Hell[155]
- Malediction[156]
- Metallust[157]
- Metaplazmus[158]
- Mangooz And The Magnet[159]
- Moon River[160]
- Mostly Harmless[161]
- Nem Ajánlott[162]
- Neofolk[163]
- neon csend[164]
- Nevenincs[165]
- Ostinato[166]
- PD Krú[167]
- Perfect Symmetry[168]
- Pixel Plants[169]
- Plug[170]
- PMD (Pécsi Magasfiúk Dalárdája)[171]
- Poajass[172]
- Psycho Mutants[173]
- Punnany Massif[174]
- Rokokó Rosé[175]
- Rudán Joe[176]
- Rumproof[177]
- SakkMatt[178]
- Siberia[179]
- Simply English[180]
- Singas Project[181]
- Sirens Chant[182]
- Ska-Pécs[183]
- Soul Chambers[184]
- StarFunkSimples[185]
- Stereo Kollektiv[186]
- Stonecold[187]
- Sylhouette[188]
- Szélkiáltó[189]
- The Immigrants[190]
- The Tablespoon[191]
- Tomatoes Attack[192]
- Trio Afium[193]
- Triton[194]
- TükeZoo[195]
- Virrasztók[196]
- Vivat Bacchus[197]
- Zanzinger
- ZUD[198]
- Zsűri[199]

## Kulturális események

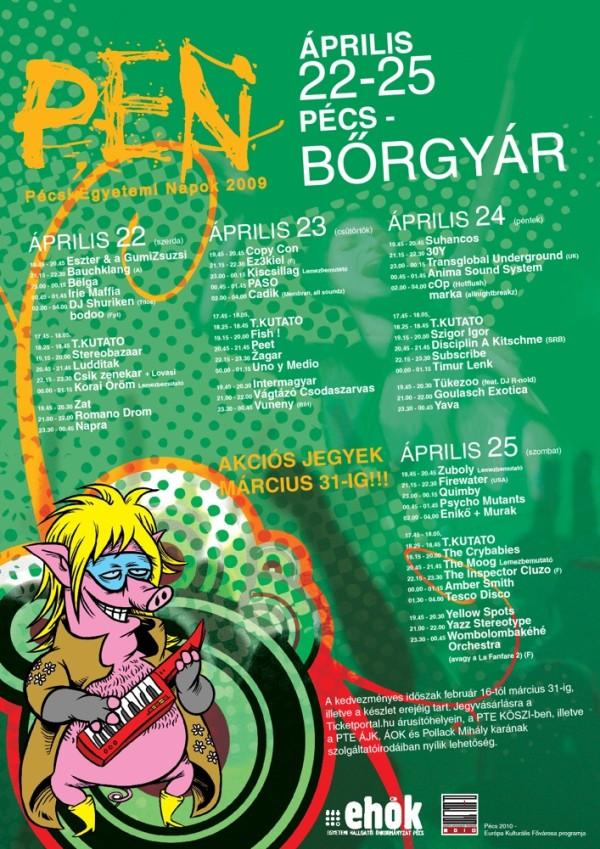
A PEN 2009 plakátja rajta a fesztivál háziállatával, a rocksertéssel.

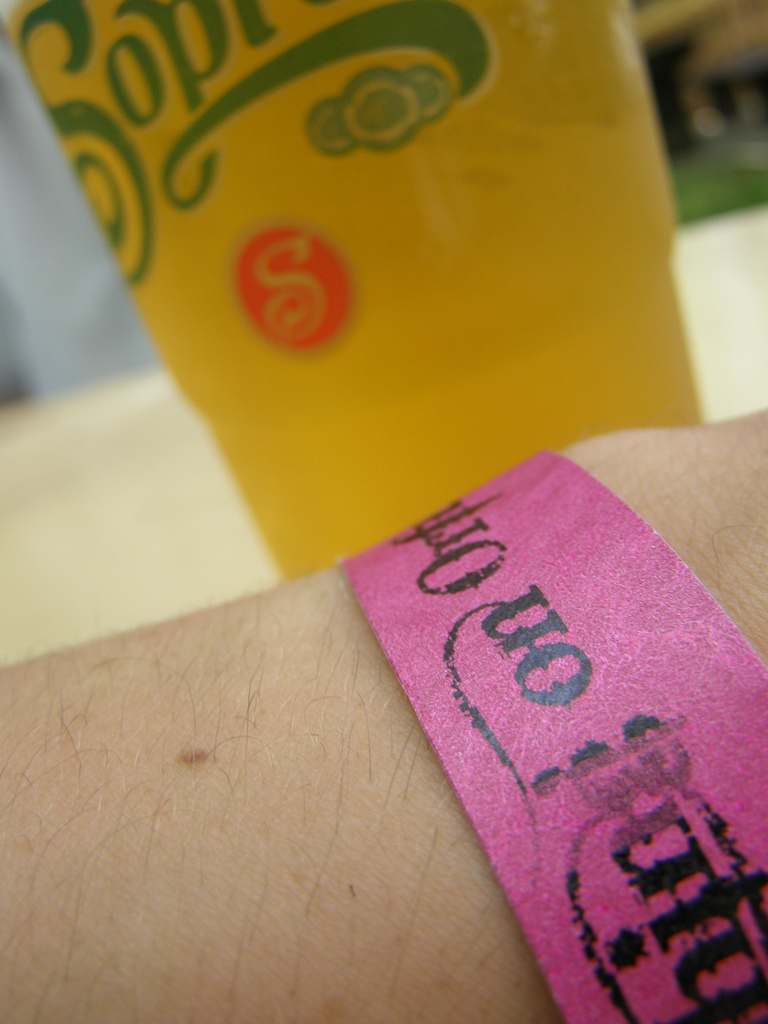
Rengeteg pécsi fiatal látogat ki az orfűi fesztiválra.

Az év első könnyűzenei fesztiválja az április végén megrendezésre kerülő Pécsi Egyetemi Napok négynapos rendezvénye, melyen a teljes nézőszám 2014-ben elérte a huszonháromezret. Általában április végén szokott lenni a Médiawave fesztivál, jóllehet 2009-ben csupán Győrben volt, mert a pécsi programok nem kerültek megrendezésre. Május elején rendezik meg a Batta Dem fesztivált.
Pécsett főleg nyáron zajlik a legtöbb zenei fesztivál. Az első a sorban a legfőképp a színházi előadásokról ismert Pécsi Országos Színházi Találkozó, mely során a színielőadások mellett ingyenes koncertek is hallhatók a Dóm tér, a Séta tér, és a Barbakán vonalon kialakított, borospincés és sörös pavilonokkal tarkított területen. Új helyszínként csatlakozott, mintegy a megszűnt Dante kávézót felváltva, a várfalon belül elhelyezkedő Kultúrkert. A POSZT végetérte után kezdődik a Sétatér fesztivál, amit a Folk and roll fesztivál követ. Közben elkezdődik Orfűn a Fishing on Orfű, majd a Malomvölgyi-tó mellett a Rockmaraton is, amelyekhez sátrakkal vonulnak a szórakozni vágyók. Ezután a nemzetközi diákok töltik meg Pécset, akik az ICWiP hétre érkeznek, 2014-ben 4 kontinens 60 országából. Július harmadik hetében kerül minden évben megrendezésre az Esély a Művészetre Nemzetközi Tánckurzus. Ezt követi a Kozármislenyi fesztivál, amelyet 2009-ben nem rendeztek meg.
Szeptember közepétől a Pécsi Örökség Fesztivált, a Kelet-Nyugati Átjáró Balkán Világzenei Fesztivált és a Pécsi napokat tartják.

### Könnyűzenei fesztiválok
Pécsi könnyűzenei fesztiválok ábécésorrendben:
| - Batta Dem fesztivál – reggae - Eszék – Újvidék – Pécs Jazz híd - Fishing on Orfű° - Folk&Roll fesztivál - ICWiP (International Culture Week in Pécs) - Kelet-Nyugati Átjáró Balkán Világzenei Fesztivál - Made in Pécs Fesztivál - P.DAY - PEN (Pécsi Egyetemi Napok) - Pécsi Nemzetközi Summertime Blues & Jazz Fesztivál - Rockmaraton - Sétatér fesztivál – Zenés fesztivál, borospincék, bódésor - Sörmajális ° - Az orfűi fesztivál nem Pécsen van, mégis a városhoz szokás sorolni az erős kulturális kötődés és a szervező Lovasi András miatt. |

### Diszkók és klubok
- Inferno Music Club
- Pécsi Est Café
- Pécsi Sörház
- Pollack B-Klub (a Boszorkány kollégiumban)
- Studio (korábban TK Klub; a Jakabhegyi kollégiumban)
- Szenes Klub (a Pécsi Tudományegyetem Bölcsészettudományi Karának területén)[214]

## Sport
Pécs sporttörténete mintegy 150 évre nyúlik vissza. Nemzetközi méretekben alig mutatkoztak látványos eredmények Pécs sportéletében, de megvan minden, amit egy közösségnek az egészség, a mozgás és szépség, a becsületes versenyzés keretei között megadhatott. A szabadidőt kitöltő, csoportos programokra is alkalmas tevékenység, csak a 19. században jelent meg a város életében.
Pécs egyetlen olimpiai aranyérmese Tass Olga tornász, edző, akinek férje Lemhényi Dezső olimpiai bajnok vízilabdázó.
Az ismert pécsi sportklubok közé tartozik a Pécsi VSK, melynek szakosztályai közül a nevesebbek a férfi (PVSK-Panthers) és női (Mizo Pécs 2010) kosárlabda és a vízilabda (PVSK vízilabda-szakosztály) szakosztályok. A város első számú labdarúgó csapata a Pécsi Mecsek FC (PMFC),
amelyet 2015-ben kizárták az élvonalból, jelenleg a harmadosztályban szerepel. Az univerzális szabadidőcentrum, egyben a tenisz központja, az 1995-ben létesült Hotel Makár Sportcentruma (MTSC) mellett az uránvárosi Gulyás István Városi Tenisz Centrum (PVTC) nyújtanak lehetőséget a teniszezőknek.
A város sportcsarnoka, a Lauber Dezső Sportcsarnok, közel negyven éve áll a sport szolgálatában (1976 óta).

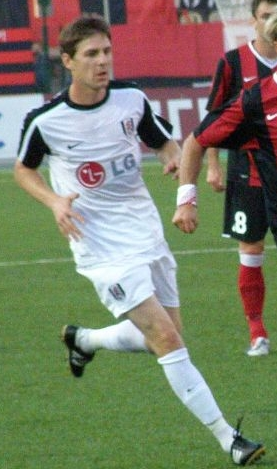
Gera Zoltán

A mai pécsi sportolók közül a legismertebbek a női kosárlabdázók (Mizo Pécs 2010), Rátgéber László edző valamint a válogatott labdarúgók Gera Zoltán és Dárdai Pál.
Knoch Viktor a 2006. évi téli olimpiai játékokon a várakozásokat felülmúlva a rövidpályás gyorskorcsolyázók 1500 méteres számában a döntőbe jutott és végül az 5. helyen végzett. Ezzel 26 év óta a legjobb magyar eredményt érte el a téli olimpiák történetében.
Úszásban igazi sikereket ért el Hosszú Katinka a 2009-es római világbajnokságon, ahol 400 m vegyesen 4:30,31 perces idővel világbajnokság- és Európa-csúcsot úszva aranyérmet nyert. Ezen felül 200 méteres vegyesúszó számban és 200 m pillangón bronzérmes helyezést ért el. 2010. március 15-én  kimagaslóan eredményes sportpályafutása elismeréseként a Magyar Köztársasági Érdemrend lovagkeresztje kitüntetésben részesült.
A 2010-es úszó-Európa-bajnokságon Budapesten 400 méteres vegyesúszásban ezüstérmes, majd a rövidebb távon 200 méteren Európa-bajnok lett. A női 4×200-as gyorsváltó tagjaként is aranyérmet nyert, valamint 200 méteres pillangóúszásban is nyert, Jakabos Zsuzsanna előtt.
2009-ben a magyarországi szövetségek döntése szerint búvársportban Pusztai Máté (Piranha Vízihoki Egyesület, Pécs, víz alatti hoki) első helyen, illetve gyorskorcsolyázásban Knoch Viktor (PKSE) a második helyen végzett.

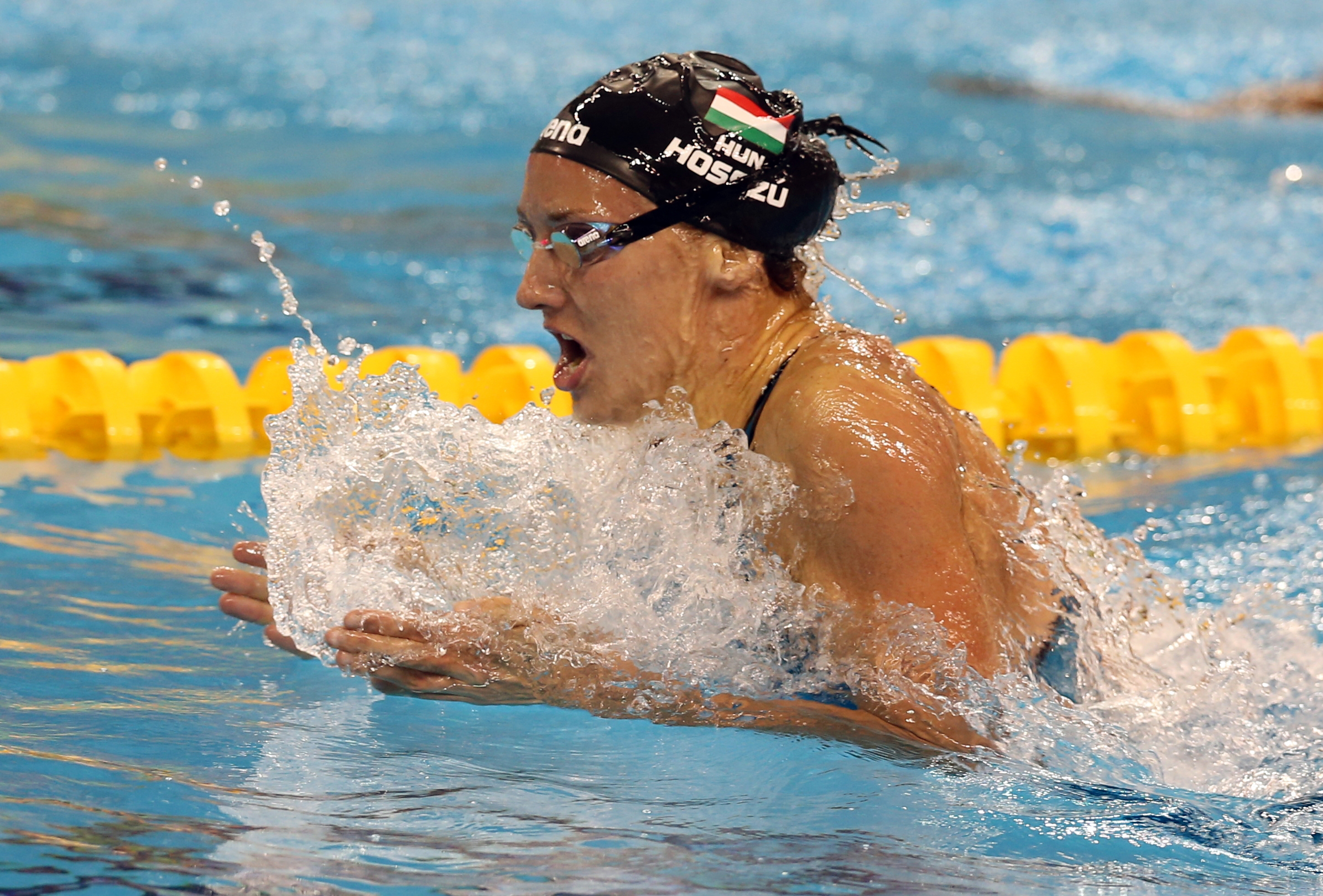
Hosszú Katinka 2013 októberében a világkupa dohai állomásán

A 2012. évi nyári olimpiai játékokon a magyar csapat egyik fogadalom tevője (Kásás Tamás mellett) Jakabos Zsuzsanna volt. Pécsiek az olimpián érmet nem szereztek, ám a kézilabdázó Putics Barna és az úszó Hosszú Katinka (400m vegyes úszásban) 4. helyen végzett. Pontot szerzett még 6. helyével női sportpisztolyban Csonka Zsófia is. Financsek Gábor a vegyes váltó tartaléktagja volt, Jakabos Zsuzsanna 200m pillangóban a 7. helyen végzett, Hosszú Katinka a 200m vegyes úszás döntőjében a 8. helyet szerezte meg.
Sors Tamás a 2008-as és a 2012-es paralimpiai játékokon egyaránt aranyérmet szerzett S9 kategóriában 100 méter pillangóúszásban (2008-ban a magyar csapat egyetlen aranyérmese lett). Ezen a számon 2010-ben világbajnok, 2009-ben rövidpályás világbajnok lett.

### Uszodák, gyógyfürdők

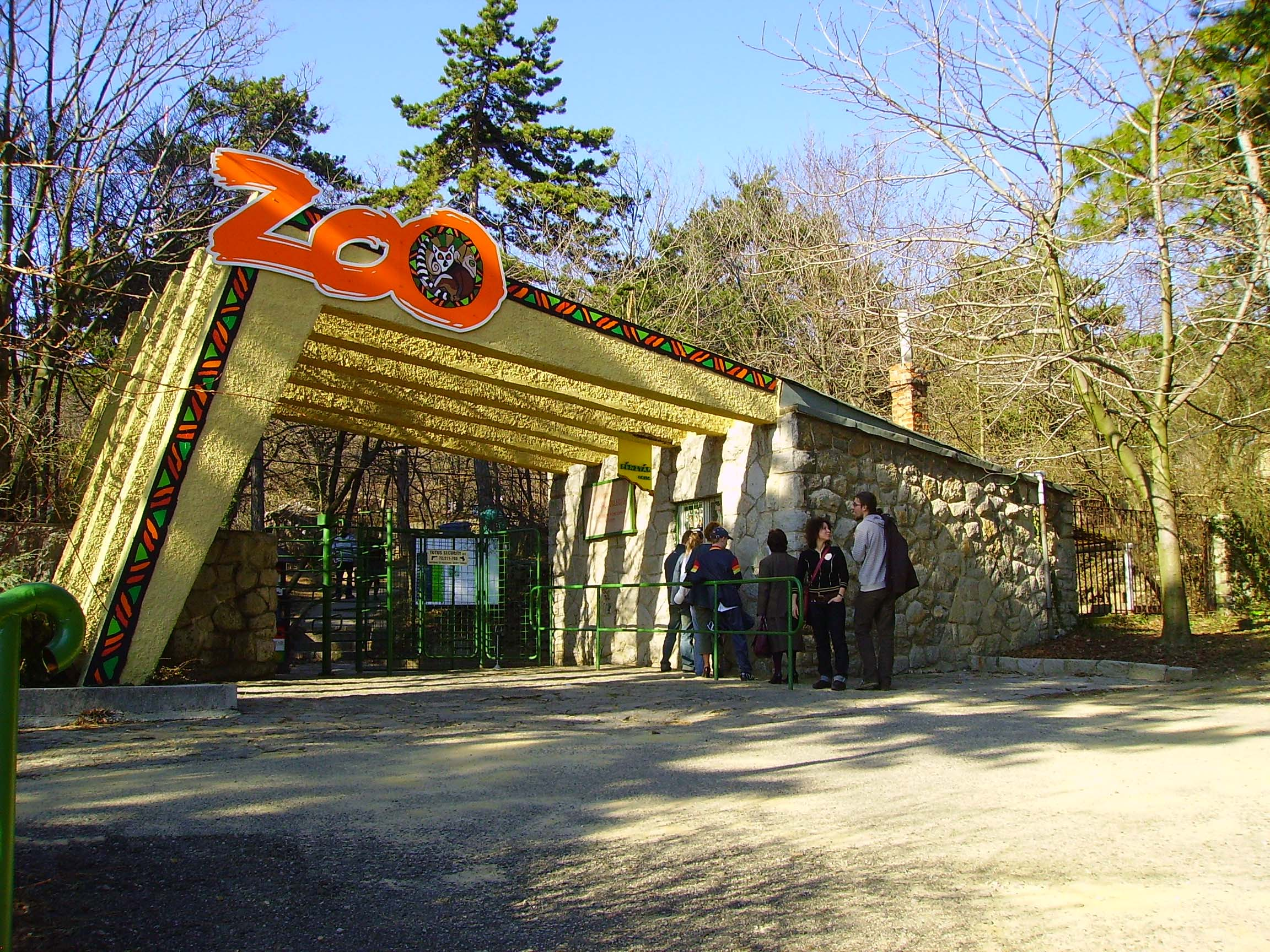
A pécsi állatkert bejárata

Pécs és környékén ugyan nincs nagy folyó illetve tó, viszont annál több termálvíz található a mészkő anyagú Mecsek gyomrában. Pécstől nem messze, húsz kilométeres körzetben találjuk Harkányt, Szigetvárt illetve 40 kilométerre Sellyét. Pécsett a wellnesshotelek mellett a Hullámfürdő, a Pollack Mihály Műszaki Kar területén lévő úszómedence és az Apáczai Csere János Nevelési Központ uszodája ad lehetőséget a fürdőzésre.

### Egyéb szabadidős tevékenységek
- Pécsi Műjégpálya
- Pécsi Állatkert és Akvárium-Terrárium
- Mecsextrém Park

## Galéria

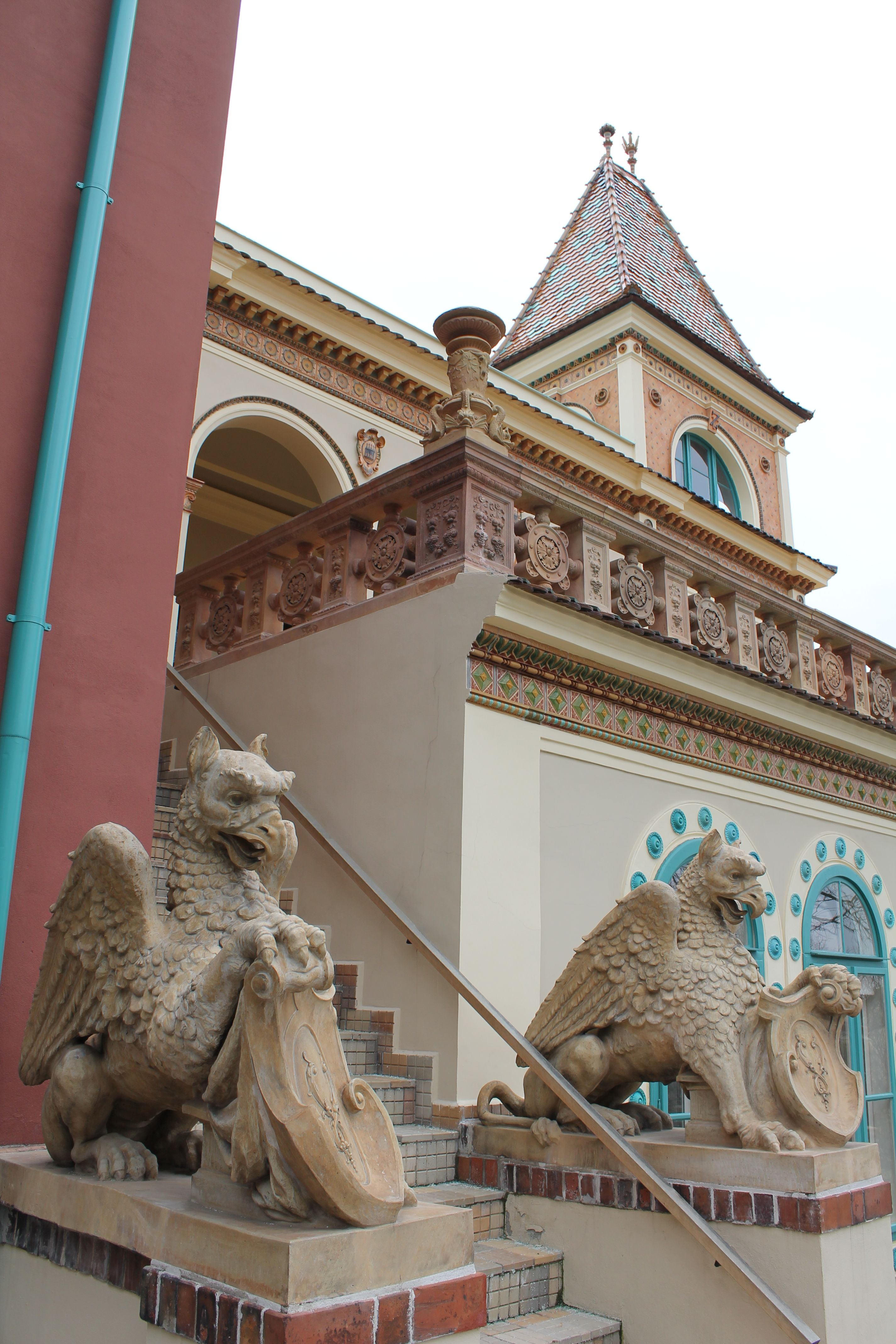
Zsolnay kulturális negyed
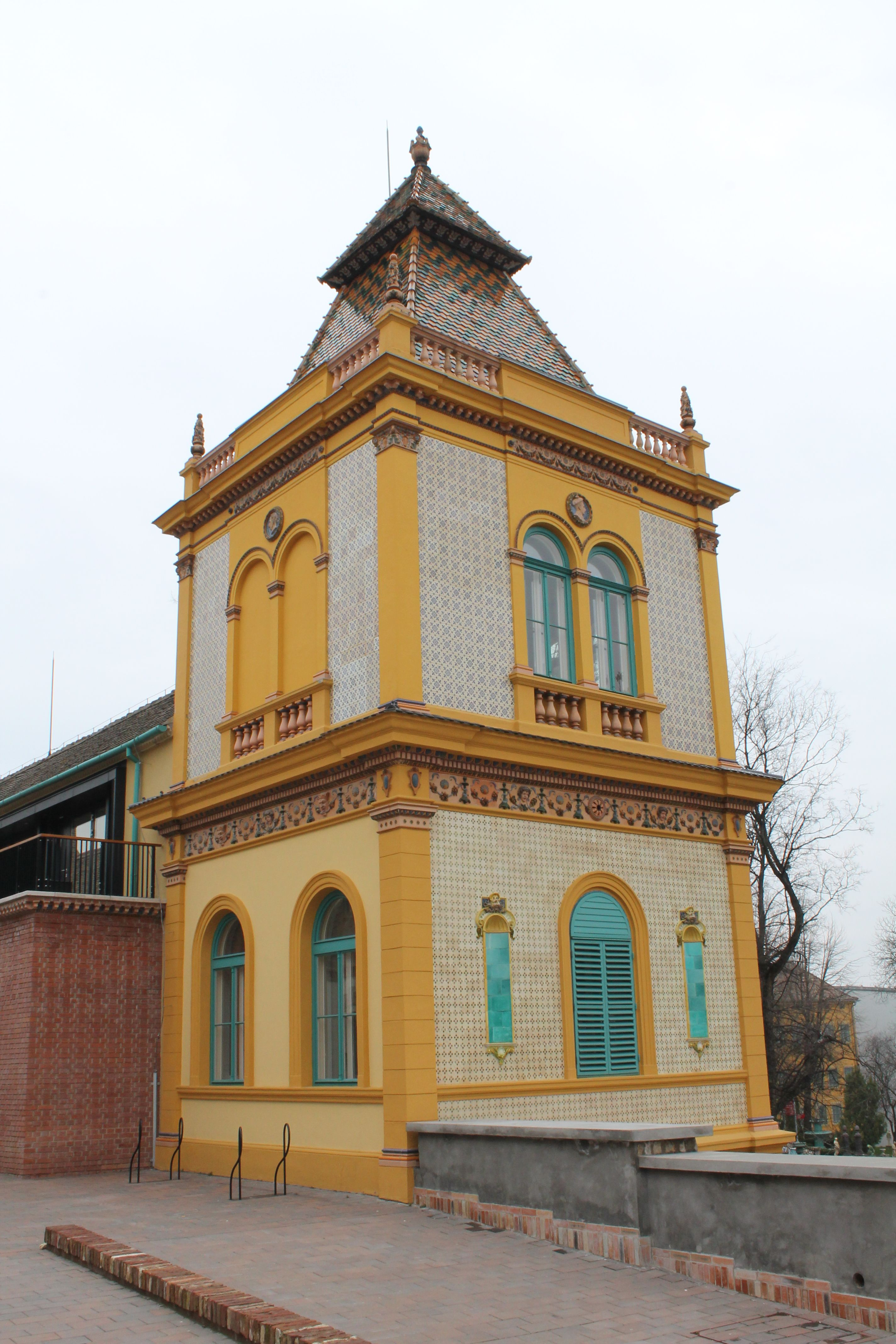
Zsolnay kulturális negyed
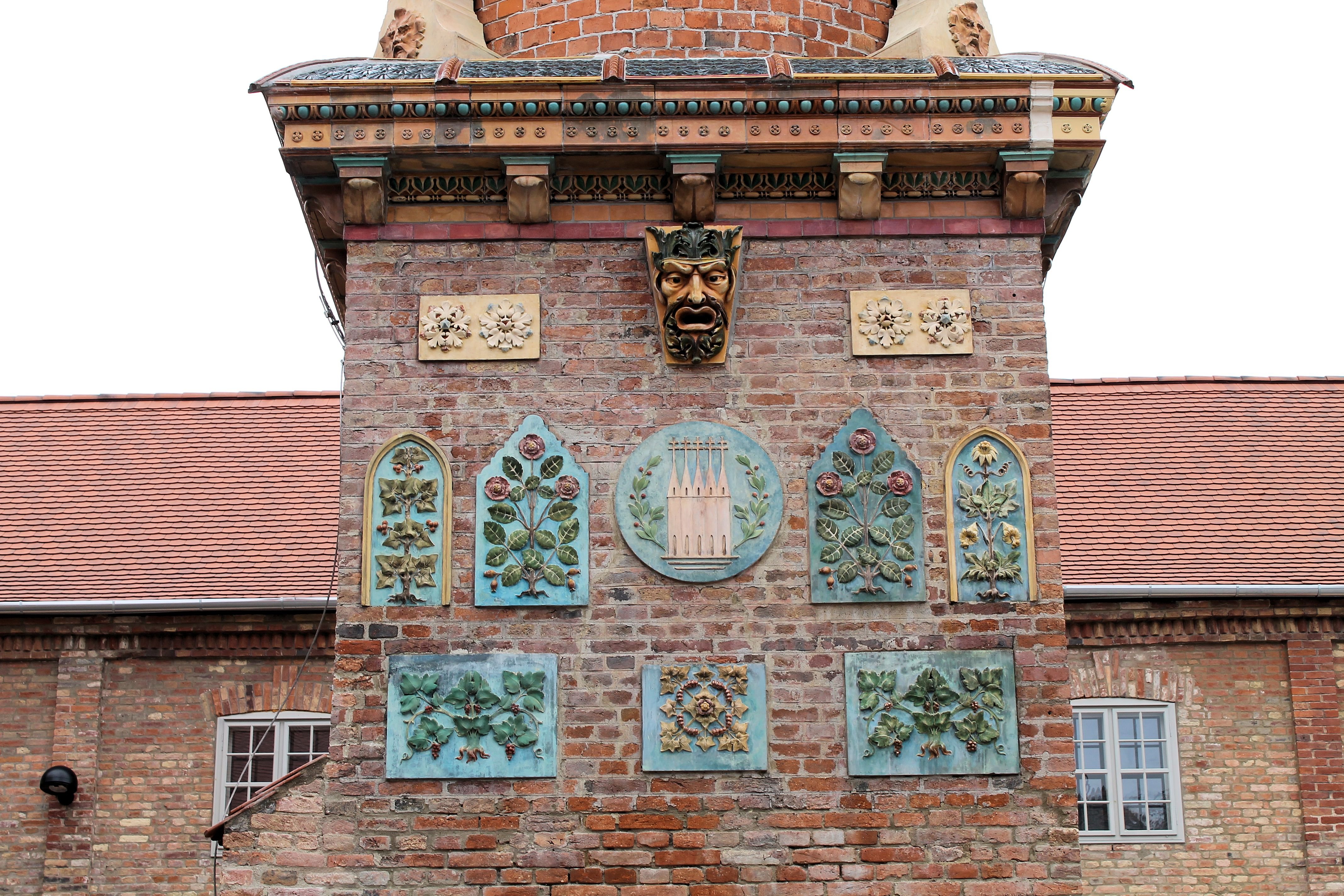
Zsolnay kulturális negyed
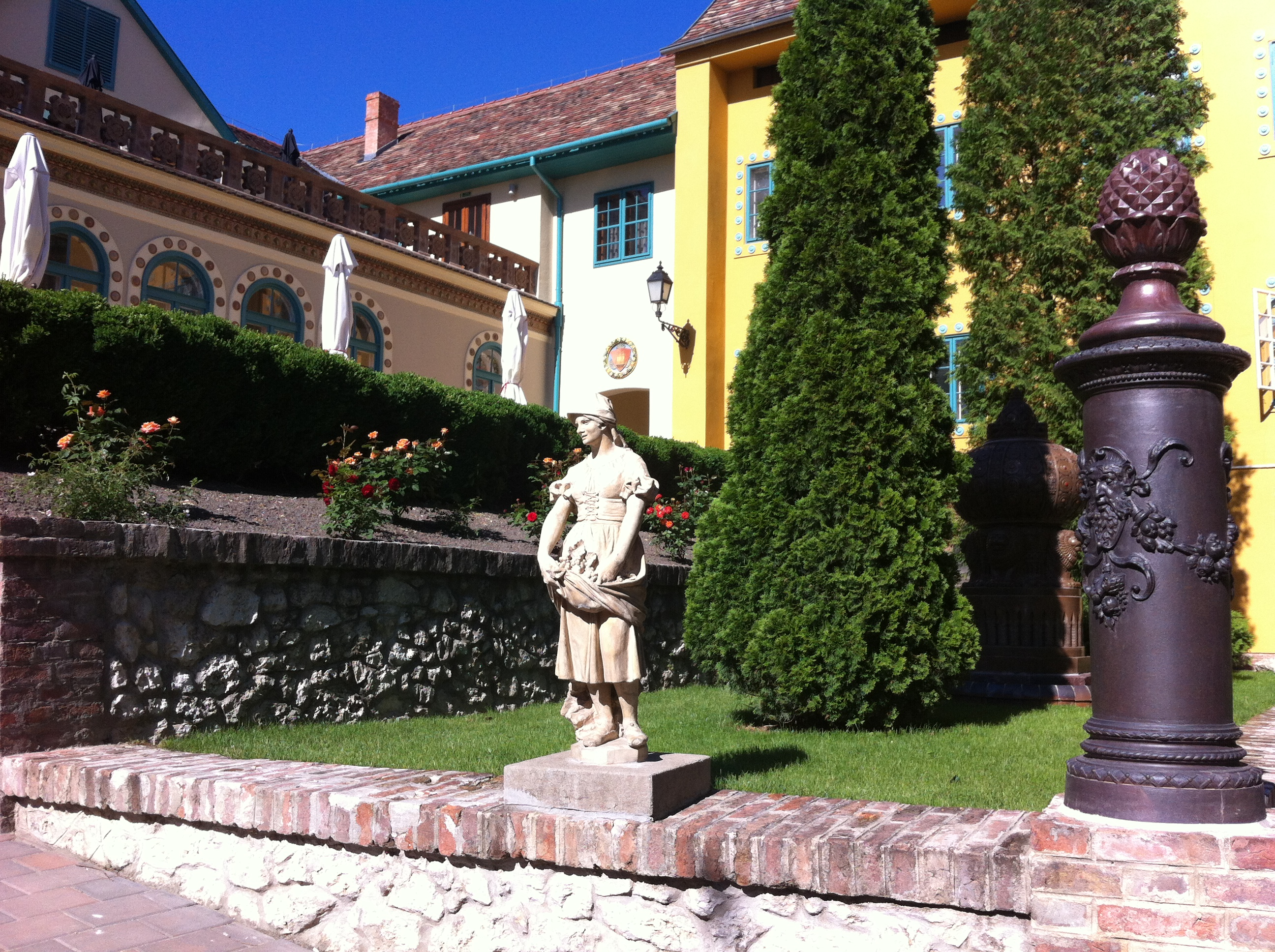
Épület és szobrok a negyedben.
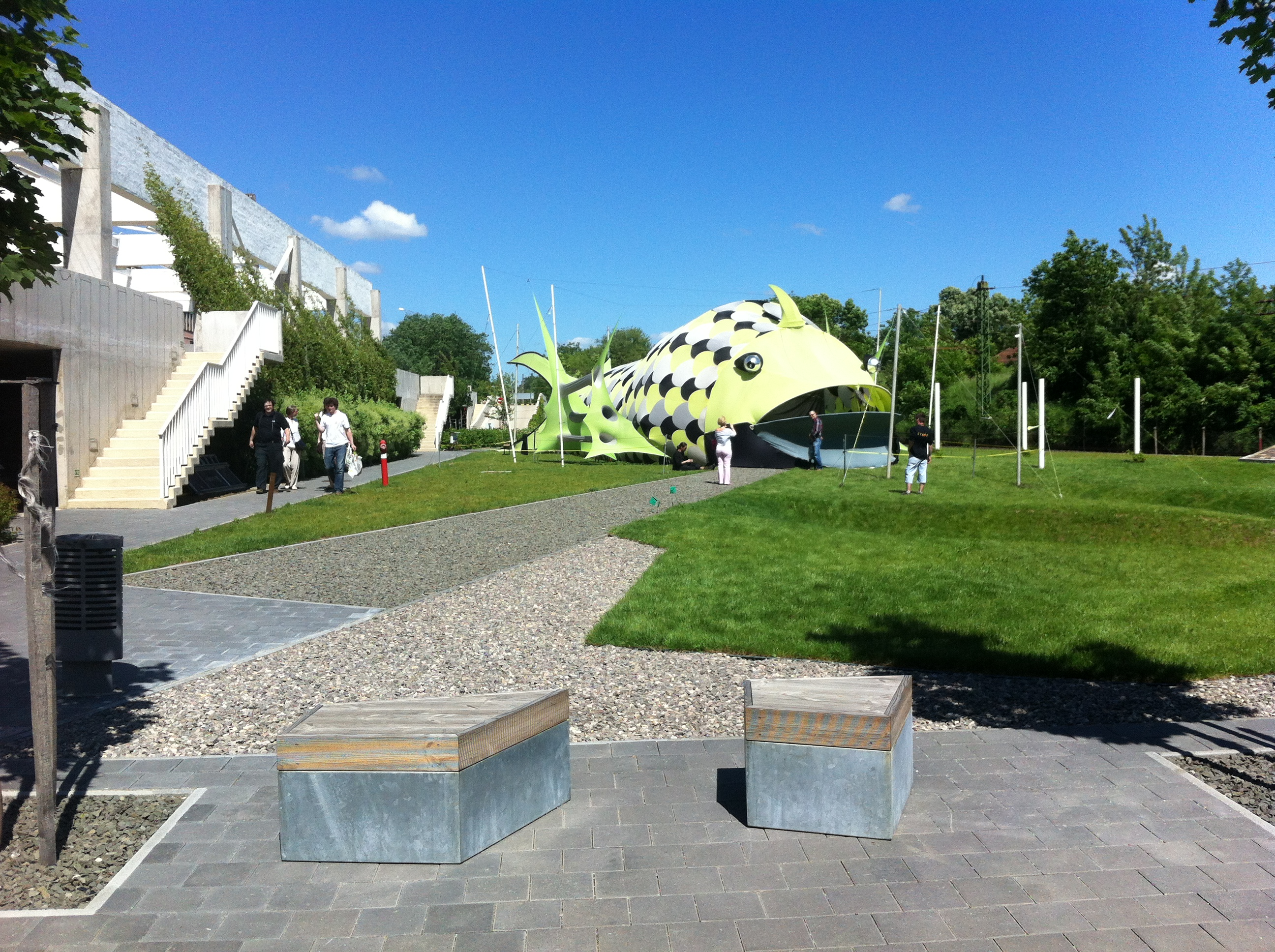
Hal kaleidoszkóp a II. Zsolnay fesztiválon.
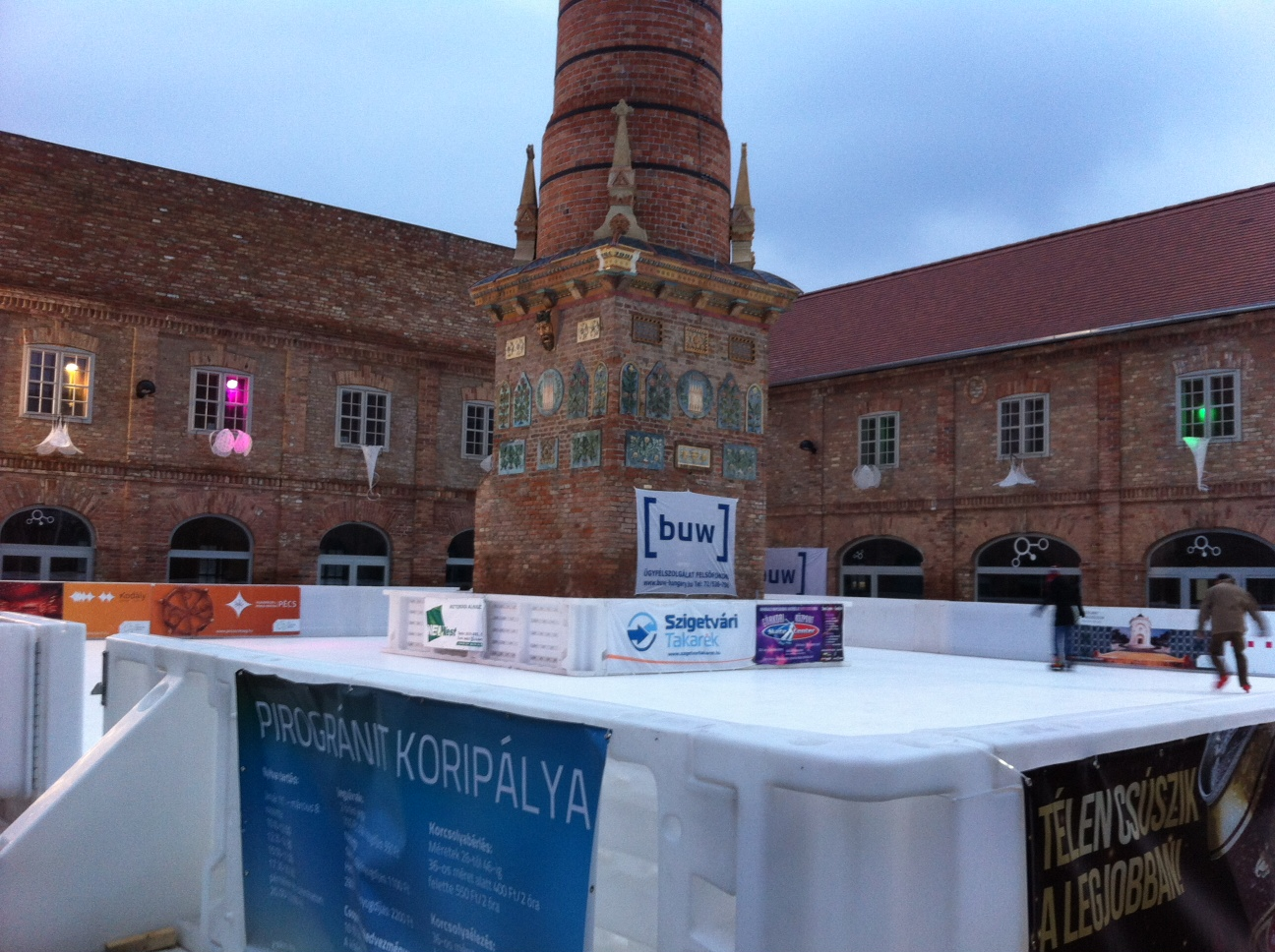
Polimer panelekből épült korcsolyapálya a Zsolnay Kulturális Negyed Pirogránit udvarán.
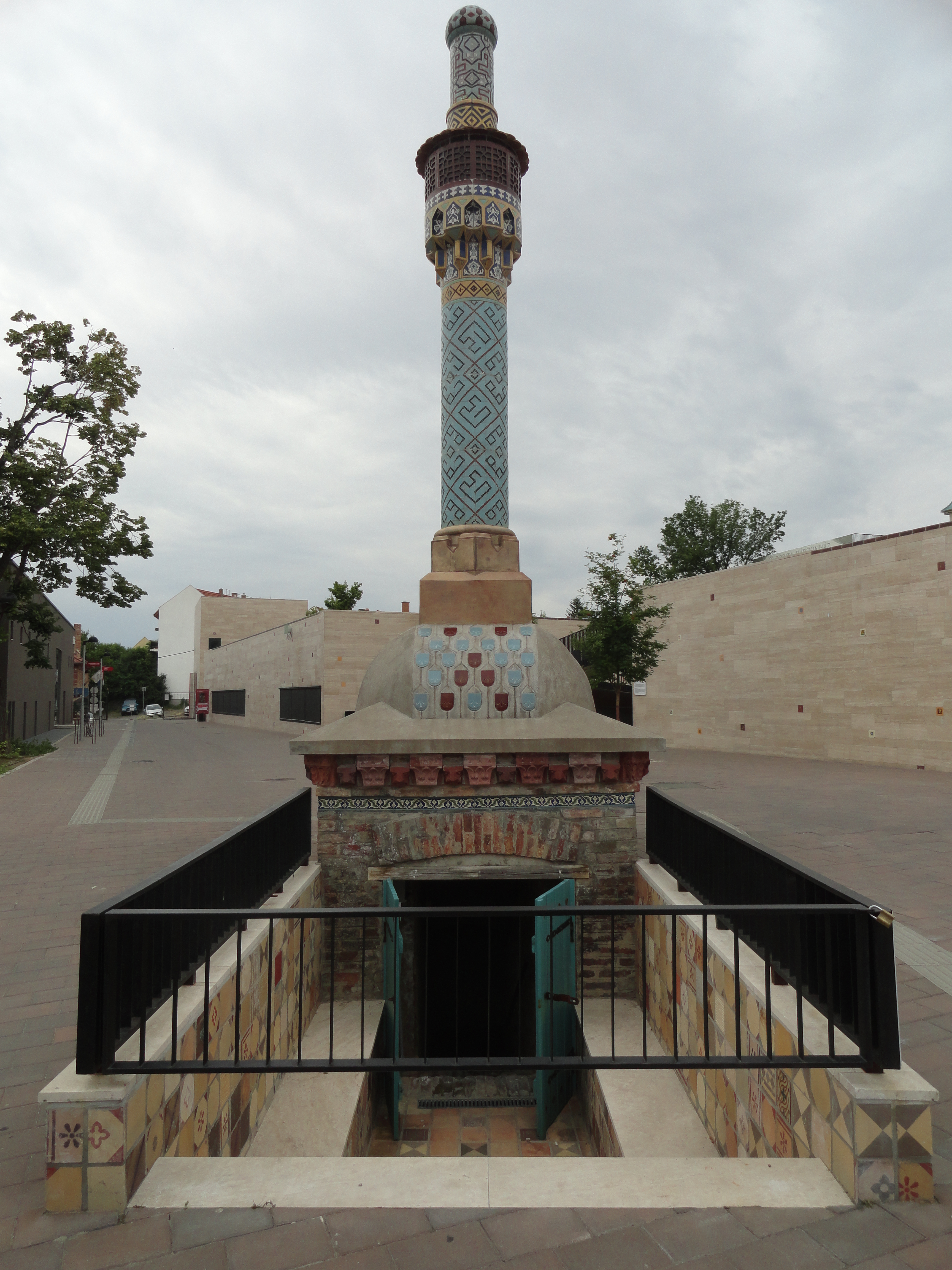
Jégverem a Zsolnay kulturális negyedben
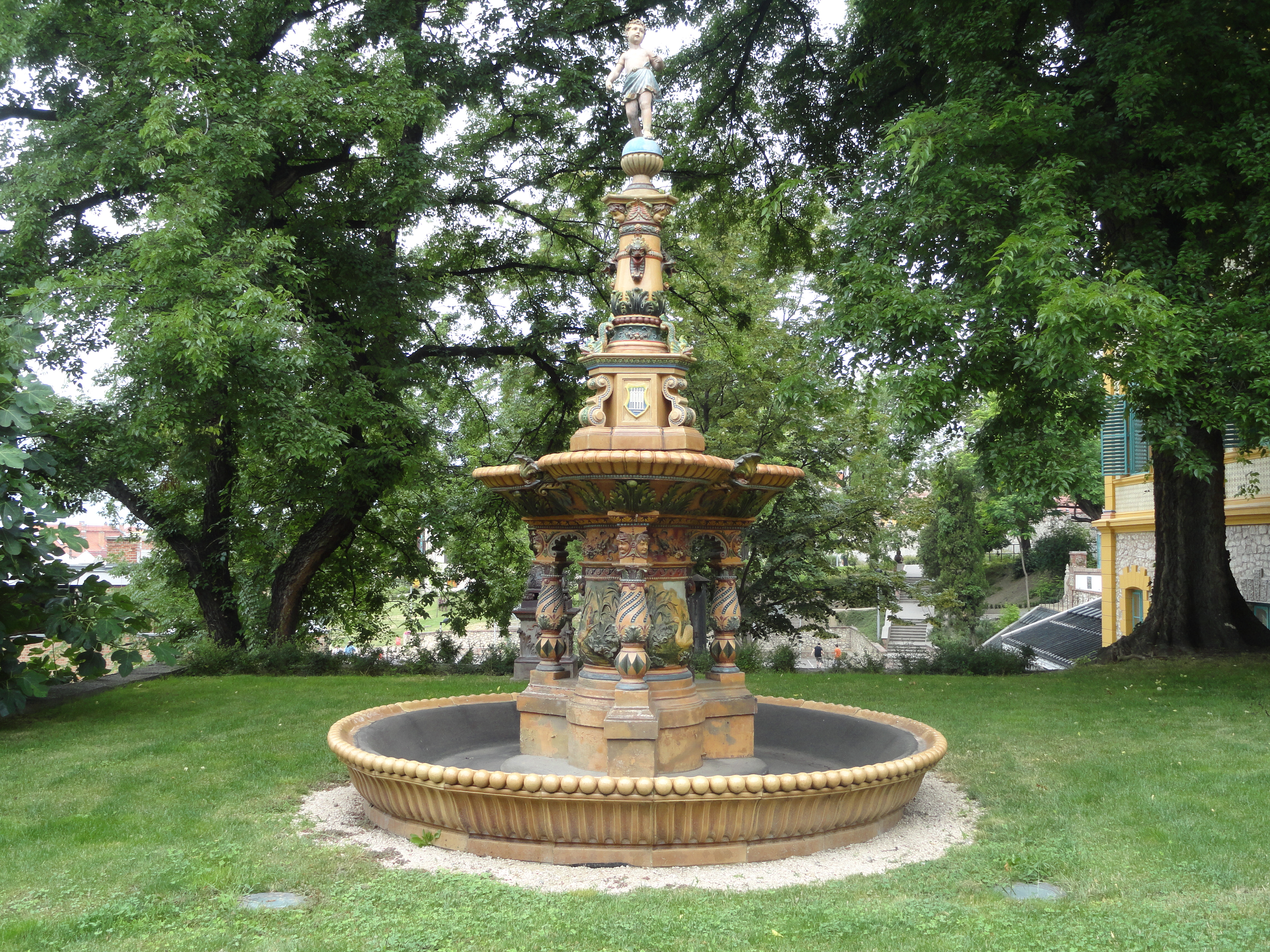
Herkules kút
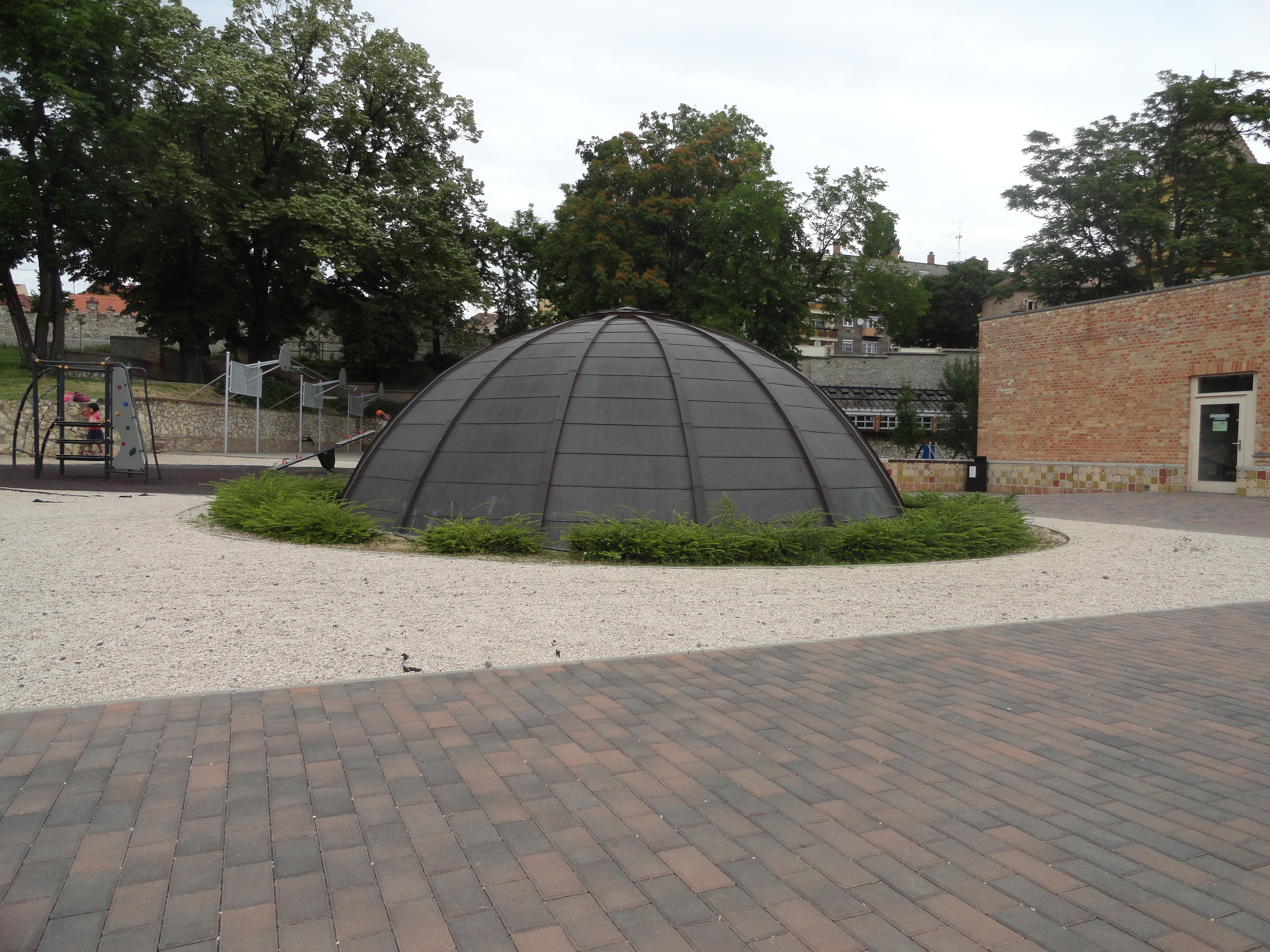
Planetárium a Zsolnay kulturális negyedben
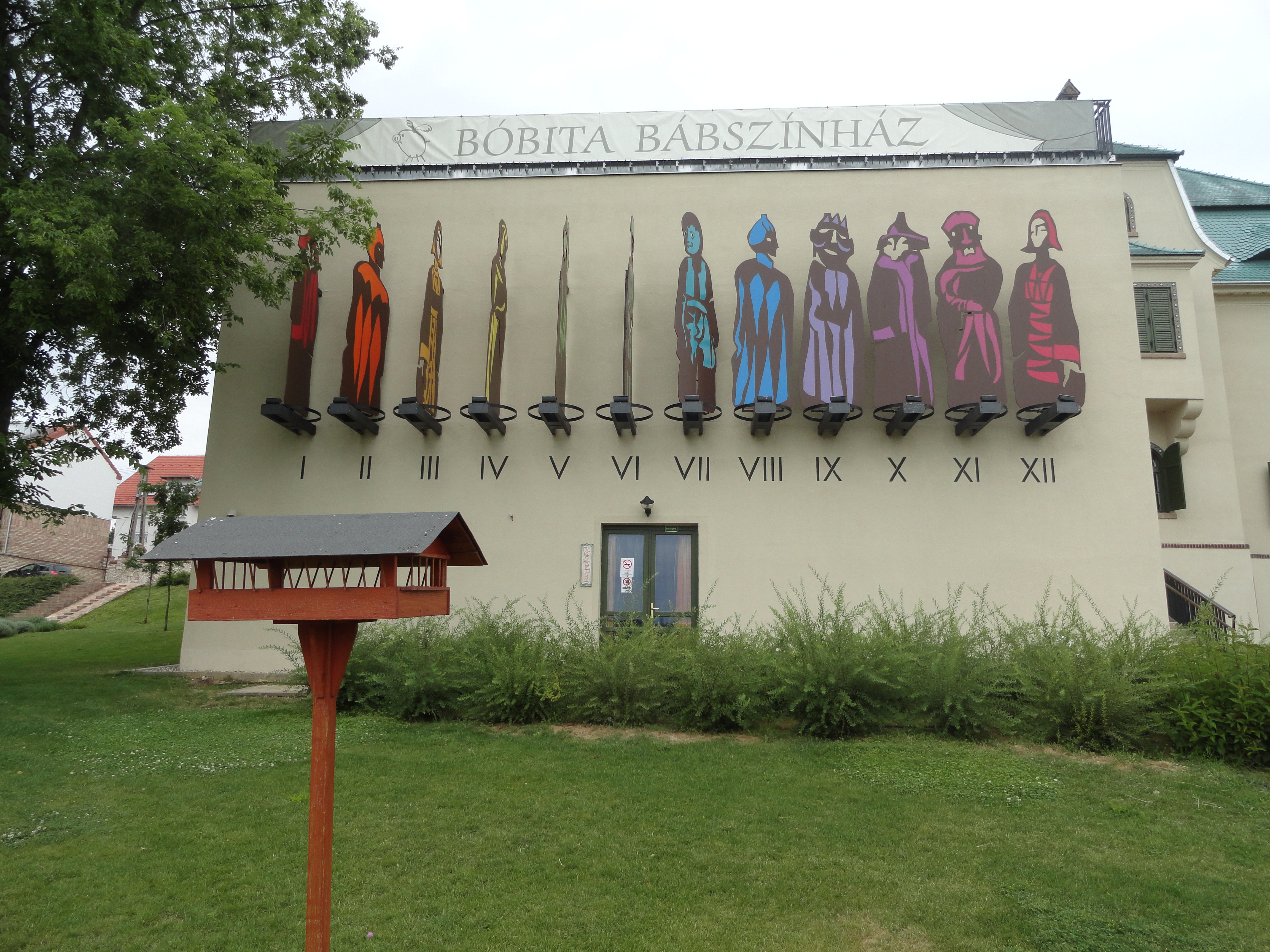
A Bóbita Bábszínház épületének napórája.
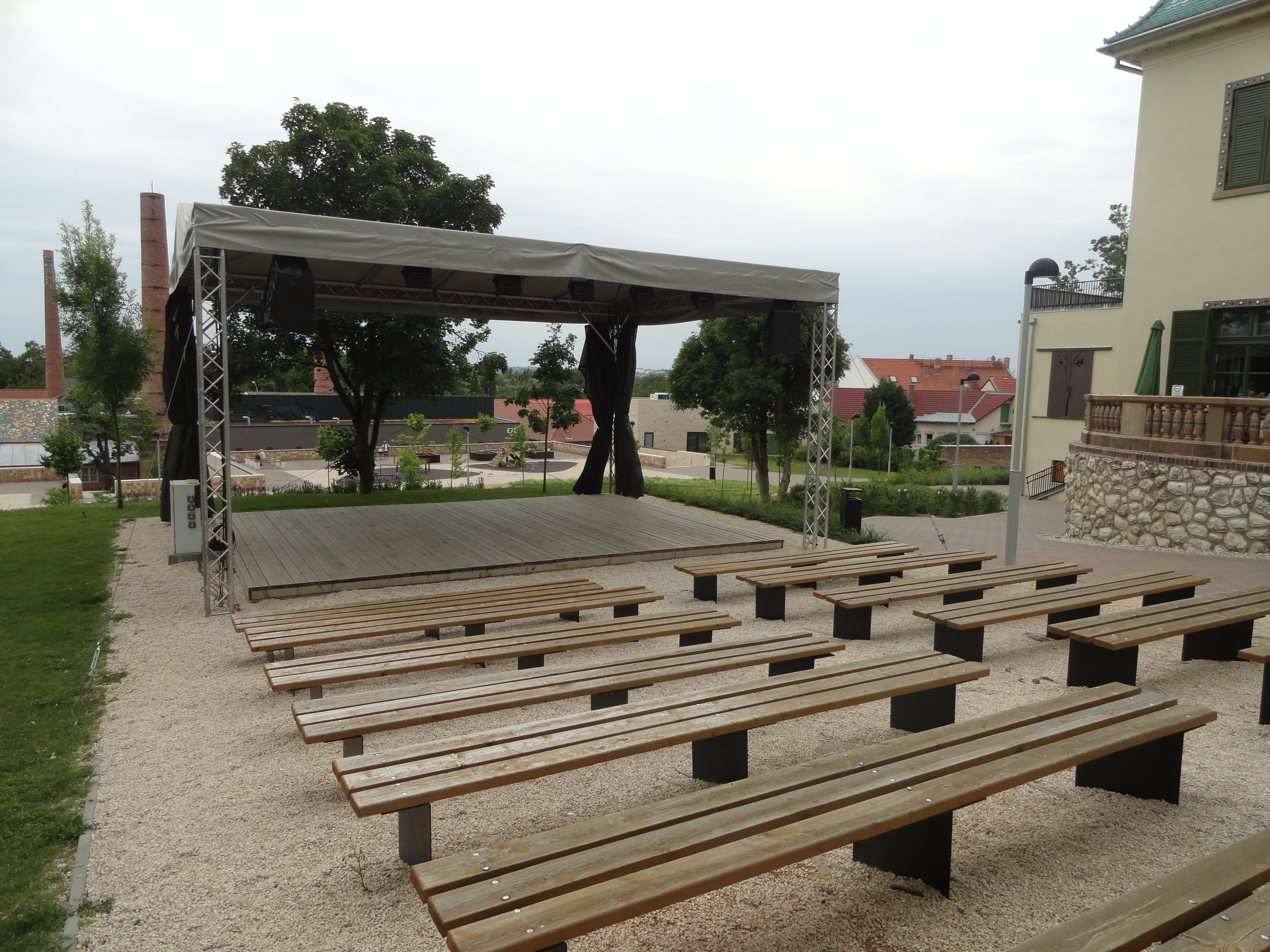
A Bóbita Bábszínház kültéri színpadja.
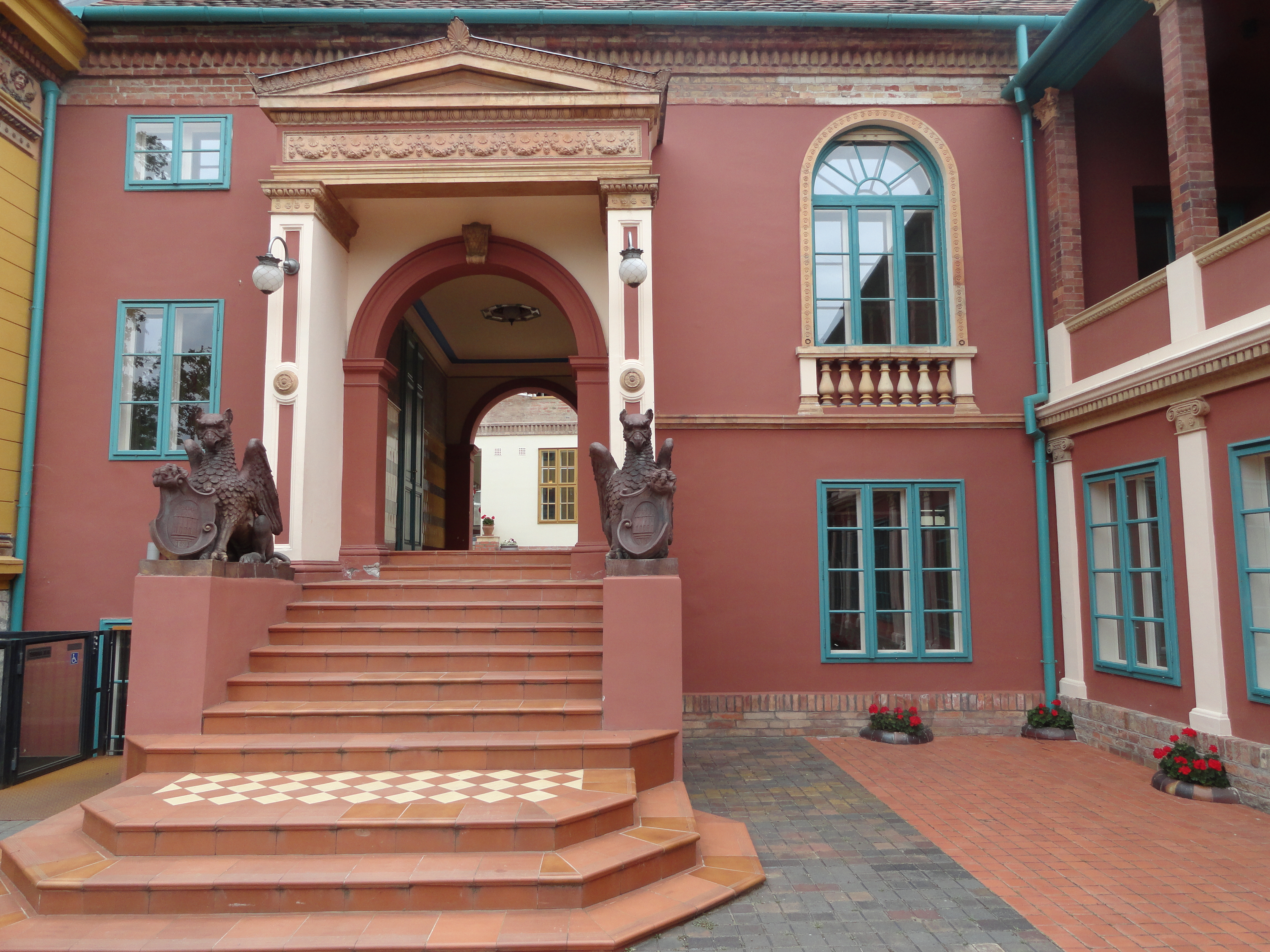
Griffek.